# Het Gulden Cabinet
Het Gulden Cabinet vande Edel Vry Schilder-Const o Il libro d'oro della nobile e liberale arte della pittura è un libro del XVII secolo del notaio e retore Cornelis de Bie pubblicato ad Anversa. Scritto in lingua olandese, contiene biografie e panegirici, con incisione dei ritratti, di artisti del XVI e XVII secolo, per la maggior parte del sud dei Paesi Bassi. L'opera è una fonte molto importante di informazioni sugli artisti descritti. Ha costituito la principale fonte di informazioni per storici dell'arte come Arnold Houbraken e Jacob Campo Weyerman. Fu pubblicato nel 1662, anche se il lavoro menziona il 1661 come data di pubblicazione.

## Anteprima
Het Gulden Cabinet ha una lunga tradizione di biografie di artisti. Questa tradizione risale a Plinio e fu ripresa durante il Rinascimento. Nel 1550, l'italiano Giorgio Vasari pubblicò il suo Le vite de' più eccellenti pittori, scultori e architettori sulle vite di artisti famosi. Karel van Mander fu il primo autore a introdurre questo genere in lingua olandese con il suo Schilder-boeck del 1604. Cornelis de Bie si inserì esplicitamente nella tradizione di van Mander e fece ciò che van Mander aveva fatto per gli artisti fiamminghi del XV e XVI secolo.
Nel suo Het Gulden Cabinet, de Bie presenta se stesso come rederijker o chi aveva il dovere di trasmettere la fama degli artisti. Così facendo seguì una tradizione già presente in Pictorum aliquot celebrium Germaniae Inferioris effigies di Dominicus Lampsonius (1572) e del pittore di Anversa e rederijker Alexander van Fornenbergh, che nel 1658 aveva scritto Antwerpschen Proteus ofte Cyclopschen Apelle e aveva cantato le lodi del pittore Quinten Matsys.
L'ideazione di Het Gulden Cabinet non fu un'iniziativa di Cornelis de Bie ma dello stampatore di Anversa, Jan Meyssens. Nel 1649 Meyssen aveva pubblicato Image de divers hommes, che conteneva incisioni di ritratti di uomini famosi, pittori compresi, ad imitazione di Iconography di Antoon van Dyck. La maggior parte degli artisti inseriti in Het Gulden Cabinet provenivano da Image de divers hommes e soltanto poche nuove incisioni vennero realizzate per l'opera di de Bie.

## Opera

### Notizie generali
Il titolo completo dell'opera è Het gulden cabinet vande edel vry schilder const: inhoudende den lof vande vermarste schilders, architecten, beldthouwers ende plaetsnyders, van dese eeuw, tradotto in Il libro d'oro della nobile arte liberale della pittura: contenente le lodi dei più famosi pittori, architetti, scultori e incisori di questo secolo. Nonostante il titolo, il libro tratta anche di artisti del XVI secolo.
L'opera venne dedicata al collezionista d'arte Antoon van Leyen, che aveva fornito alcune informazioni per la stesura del libro e potrebbe aver contribuito a finanziarne la pubblicazione. Altre persone che avevano fornito informazioni su artisti contemporanei includevano il padre di de Bie, Erasmus Quellinus il Giovane, Luigi Primo e il figlio Richard di Hendrick ter Brugghen.

### Struttura e stile
Il libro consta di tre parti. La prima tratta di artisti che erano morti prima del tempo di de Bie e fa molto affidamento su "Schilder-boeck" di van Mander. La seconda parte tratta di artisti che vivevano al tempo di de Bie e si basa principalmente sulla ricerca originale di de Bie e sui commenti aggiunti alle incisioni prese in prestito da Meyssens Image de divers hommes. La terza parte tratta di artisti che erano stati omessi nelle prime due parti e comprende anche incisori, scultori, architetti e pittori. Nell'intera opera è intessuto un trattato generale sull'arte della pittura.
Il libro è scritto principalmente in versi, alcuni dei quali in lingua latina, ed è di conseguenza piuttosto difficile da leggere oggi. Ci sono anche alcune sezioni in prosa. È costituito da oltre 500 pagine e contiene incisioni di oltre 50 pittori derivate principalmente dalle precedenti opere di Meyssen.

## Influenze
Anche se The Gulden Cabinet non raggiunse mai i livelli di popolarità di Schilder-boeck, è un'importante fonte di informazioni sugli artisti fiamminghi del XVII secolo. Il contributo più importante di De Bie fu quello di fornire una base teorica per conoscere i generi di pittura meno apprezzati come la natura morta, la pittura di genere, il ritratto e il paesaggio. Egli lodò senza riserve gli artisti che praticavano questi generi.
Het Gulden Cabinet è compreso in Basic Library della Digital Library for Dutch Literature, che contiene 1000 opere di letteratura in lingua olandese, dal Medioevo ad oggi, considerate dai suoi compilatori di particolare importanza per la letteratura in lingua olandese.

## Seconda edizione
Sembra che de Bie avesse pianificato una seconda edizione dell'opera, ma questa non venne mai pubblicata. Il manoscritto di de Bie è ancora esistente ed è conservato nella Biblioteca reale del Belgio. É datato 1672 e in esso si trova menzione dell'intenzione di pubblicare una seconda edizione. Il motivo per cui la seconda edizione non venne mai pubblicata non è chiaro. Potrebbe essere stato dovuto al fatto che l'editore e promotore della prima edizione Jan Meyssens era morto nel 1670 e de Bie aveva difficoltà a trovare un altro editore.

## Affidabilità storica
Come nel caso di Vasari e Van Mander prima di lui, le biografie di de Bie sono intervallate da aneddoti divertenti. Sebbene tali motivi letterari appartengano ad una lunga tradizione retorica, molte di queste storie sono state etichettate come "storicamente inaffidabili" da importanti storici del XIX secolo. Solo di recente alcune delle storie sono state reintegrate. Poiché il libro era spesso l'unica fonte di informazioni sopravvissuta su alcuni pittori, queste storie sono state spesso ripetute come fatti concreti sulla vita dei pittori descritti.
Ad esempio, Cornelis de Bie postulò certi apprendistati, che ora sono considerati improbabili perché l'allievo dipingeva in un genere completamente diverso rispetto al maestro. L'affermazione di De Bie secondo cui Philips Wouwerman era stato allievo di Frans Hals è stata ritenuta non plausibile dagli storici successivi, poiché Wouwerman dipingeva paesaggi con cavalli e Hals era principalmente un ritrattista. Alcuni studiosi considerano questo apprendistato improbabile, ma in considerazione della grande bottega di Hals non può essere completamente escluso.

## Artisti presenti inHet Gulden Cabinet, Parte I
Di seguito sono riportati le incisioni dei ritratti inclusi come illustrazioni nel libro I, seguiti dagli artisti elencati in ordine di apparizione nel testo. La prima illustrazione è di Antoon van Leyen, a cui il libro è dedicato.

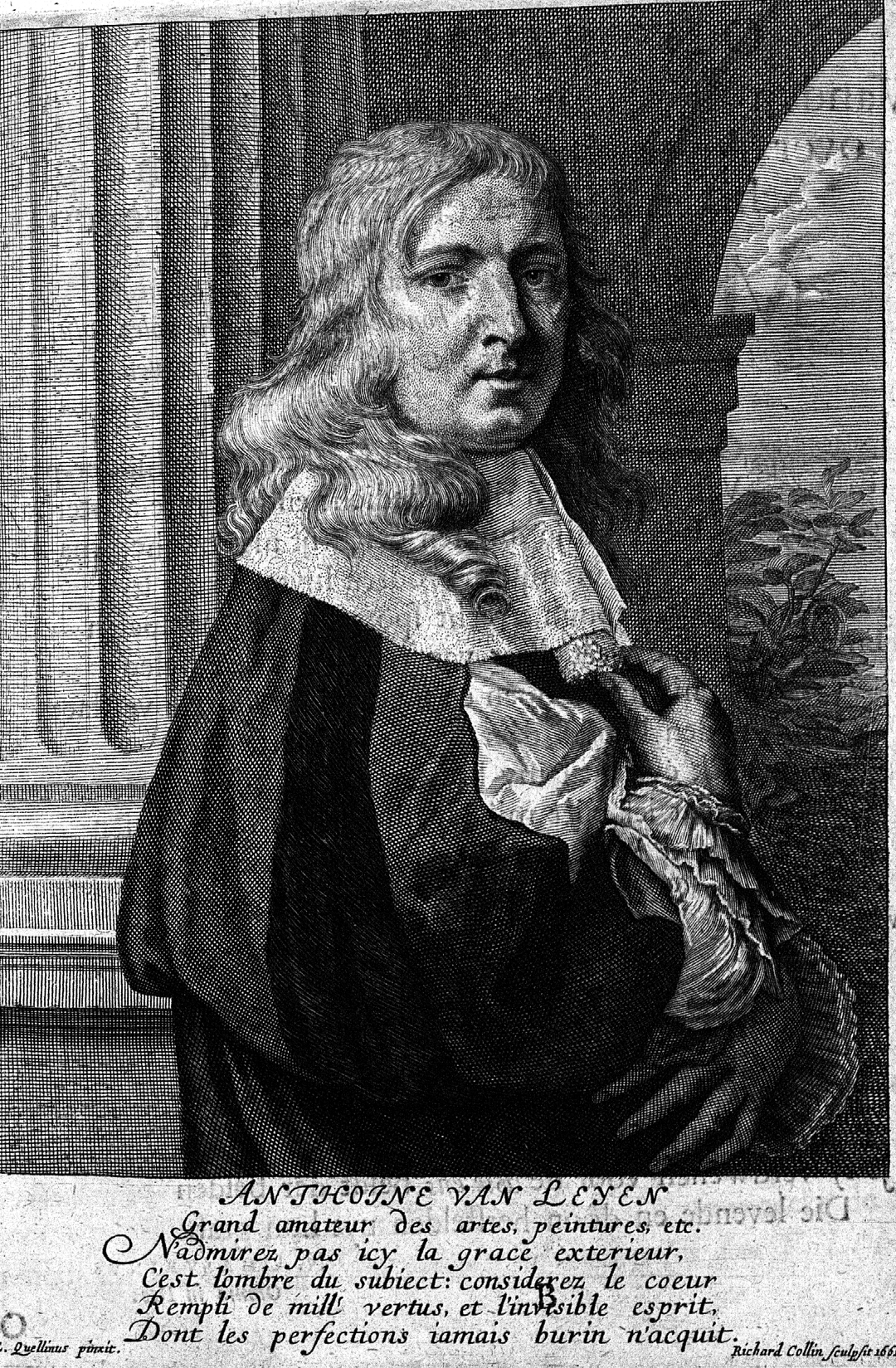
Antoon van Leyen, pagina 9
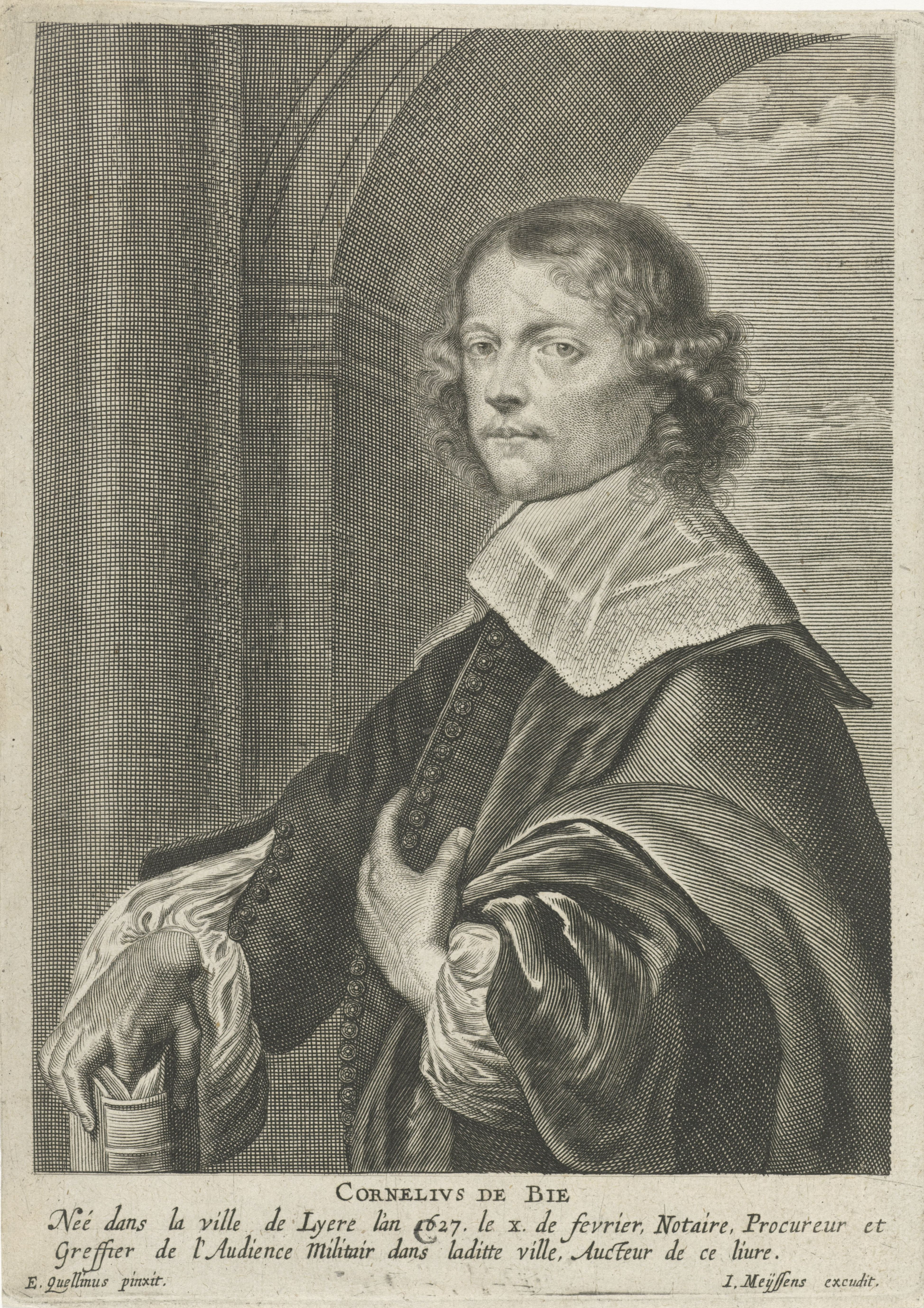
Cornelis de Bie, pagina 17
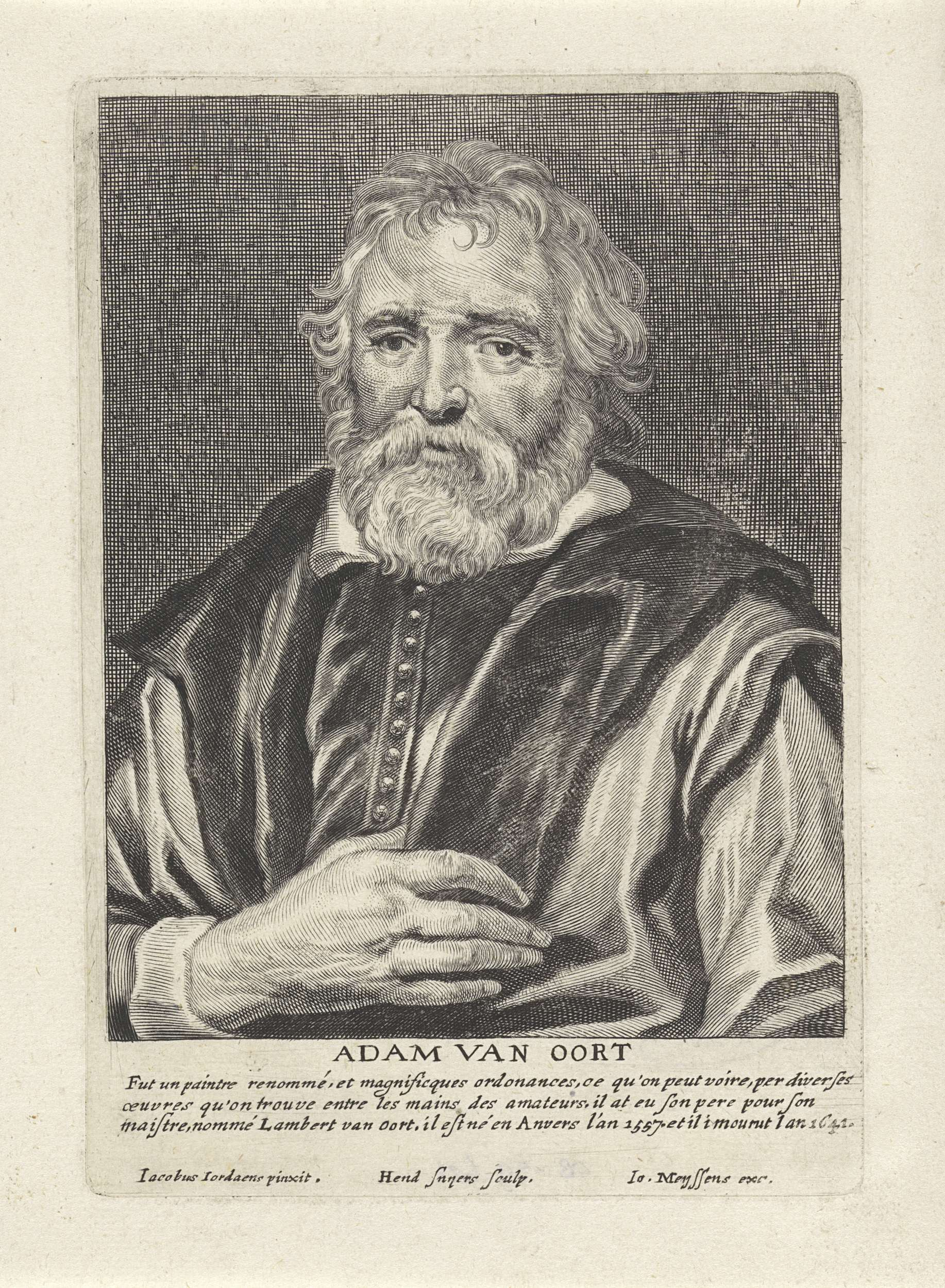
Adam van Oort, pagina 37
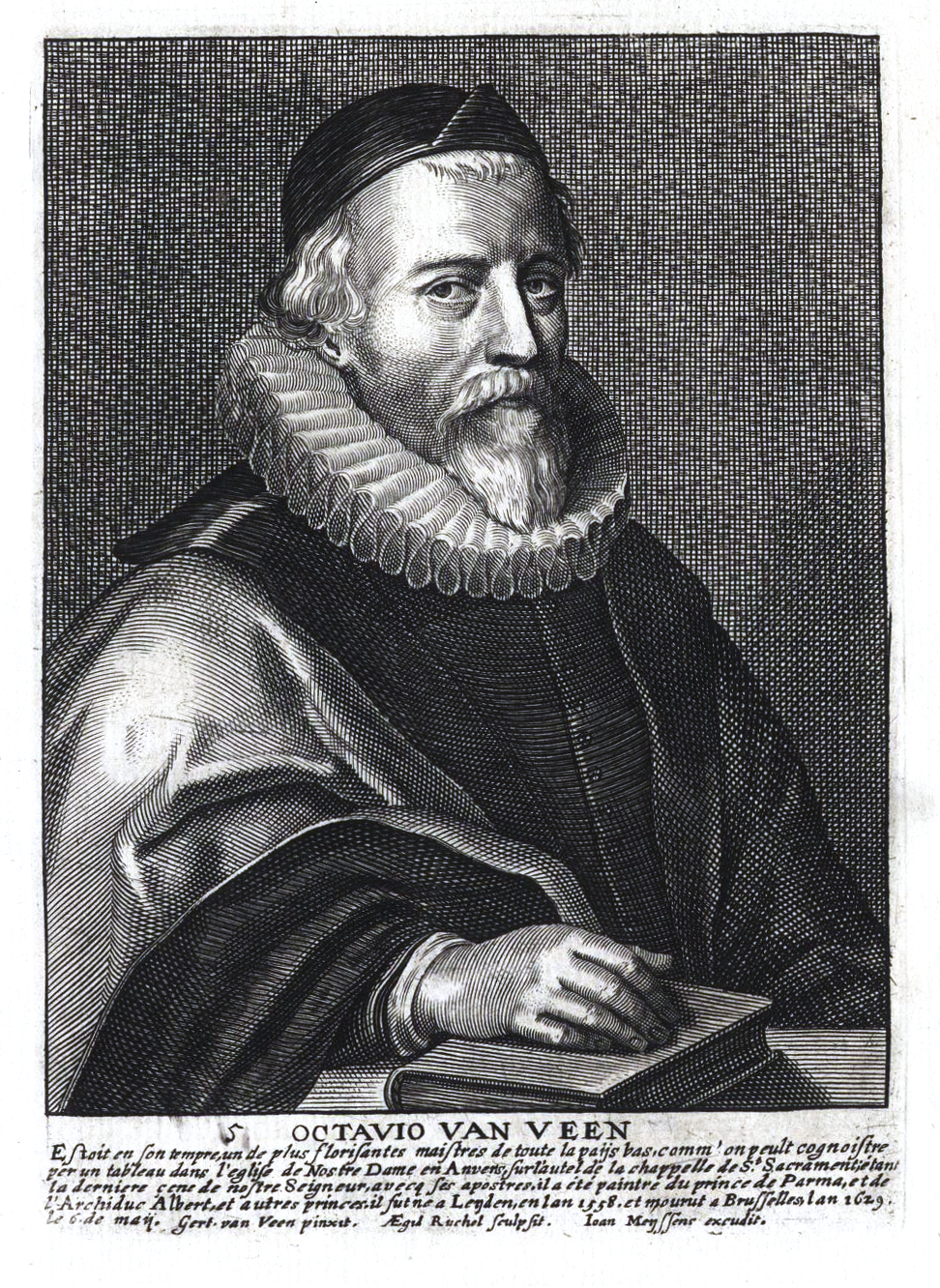
Octavio van Veen, pagina 39
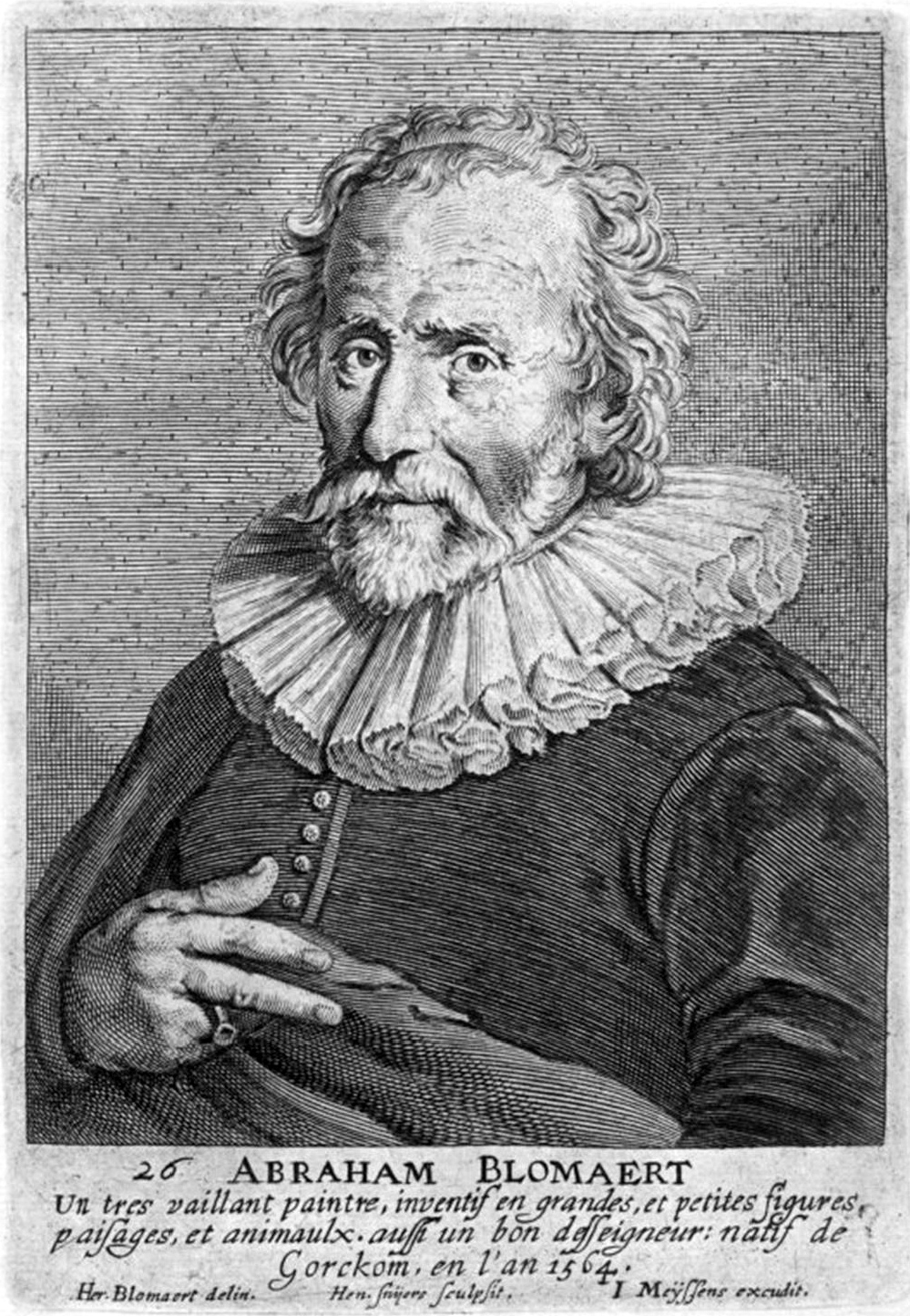
Abraham Bloemaert, pagina 45
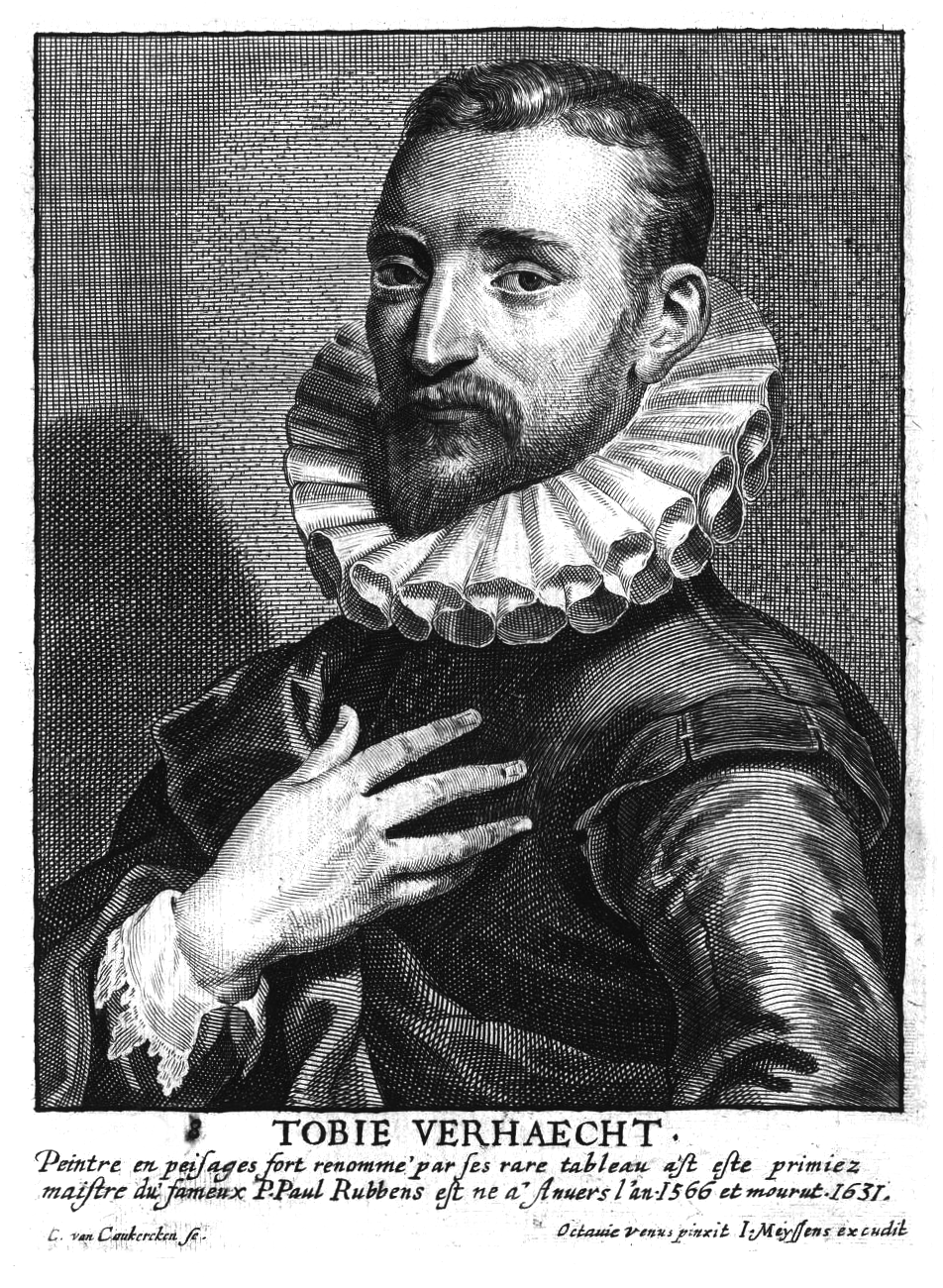
Tobias Verhaecht, pagina 47
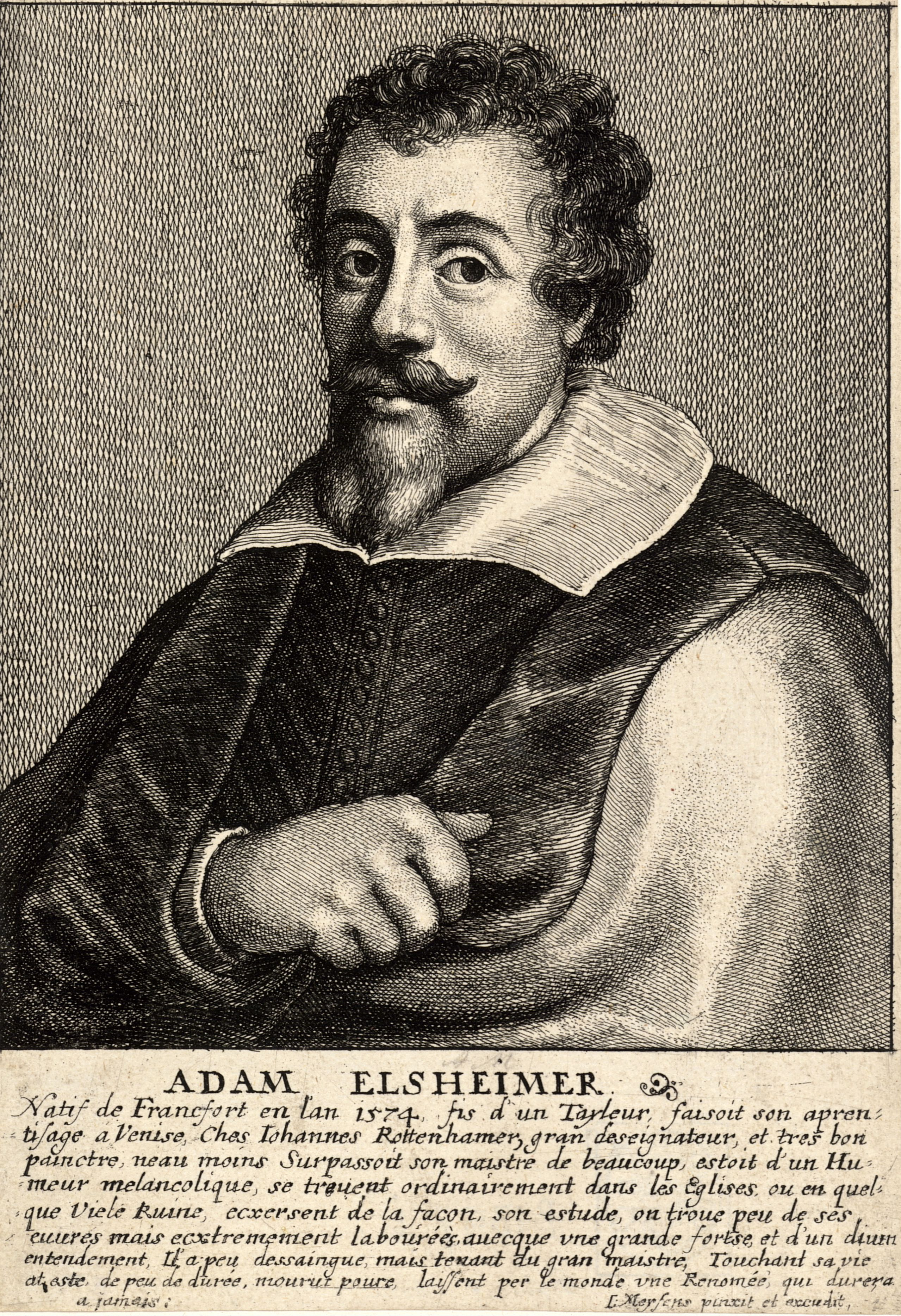
Adam Elsheimer, pagina 49
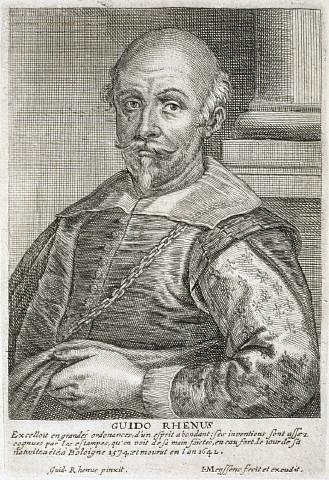
Guido Reni, pagina 52
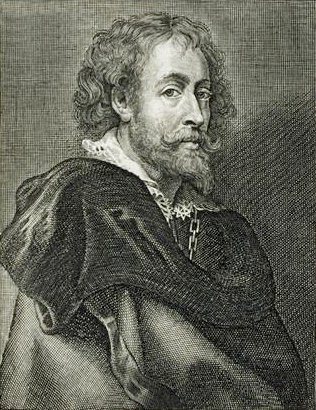
Rubens, pagina 57
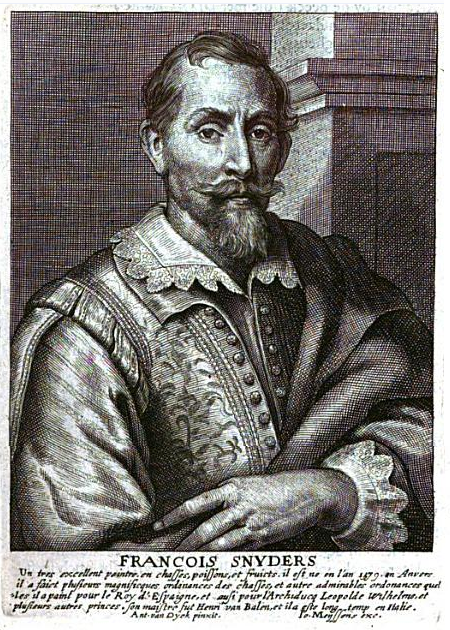
Frans Snyders, pagina 61
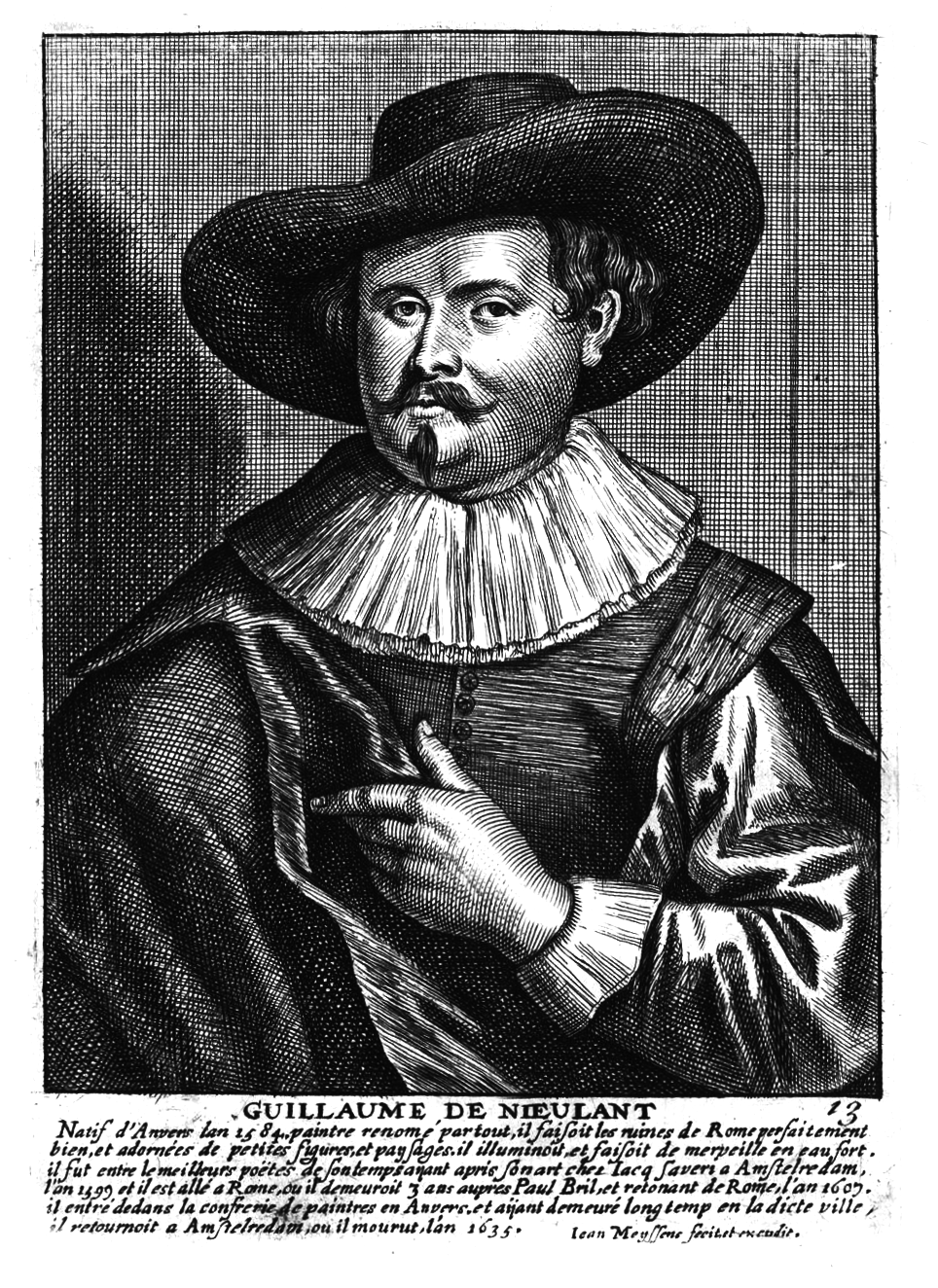
Willem van Nieulandt, pagina 63
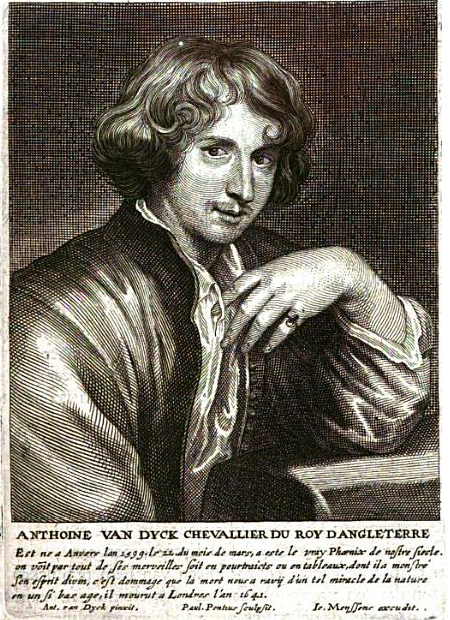
Anthony van Dyck, pagina 75
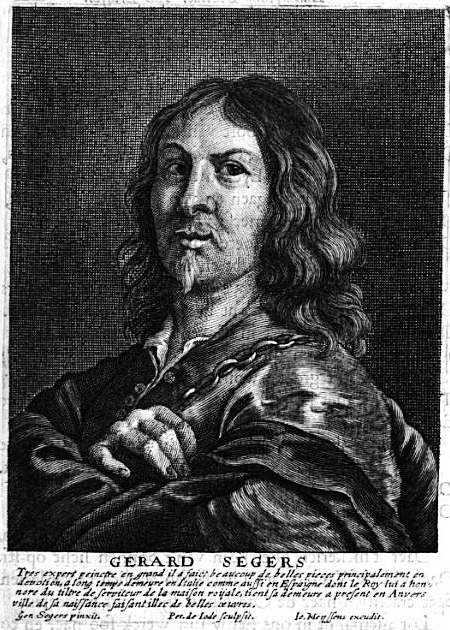
Gerard Seghers, pagina 97
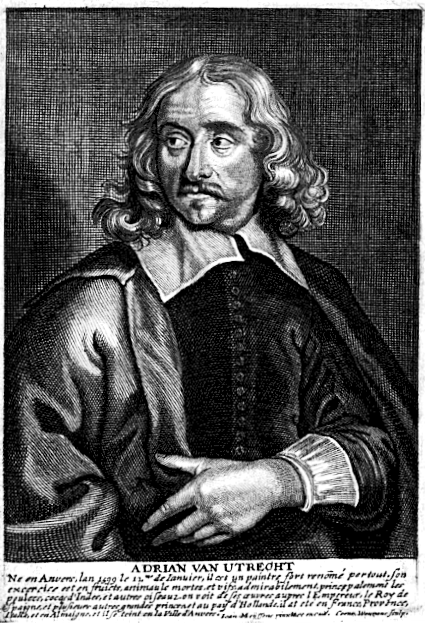
Adriaen van Utrecht, pagina 107
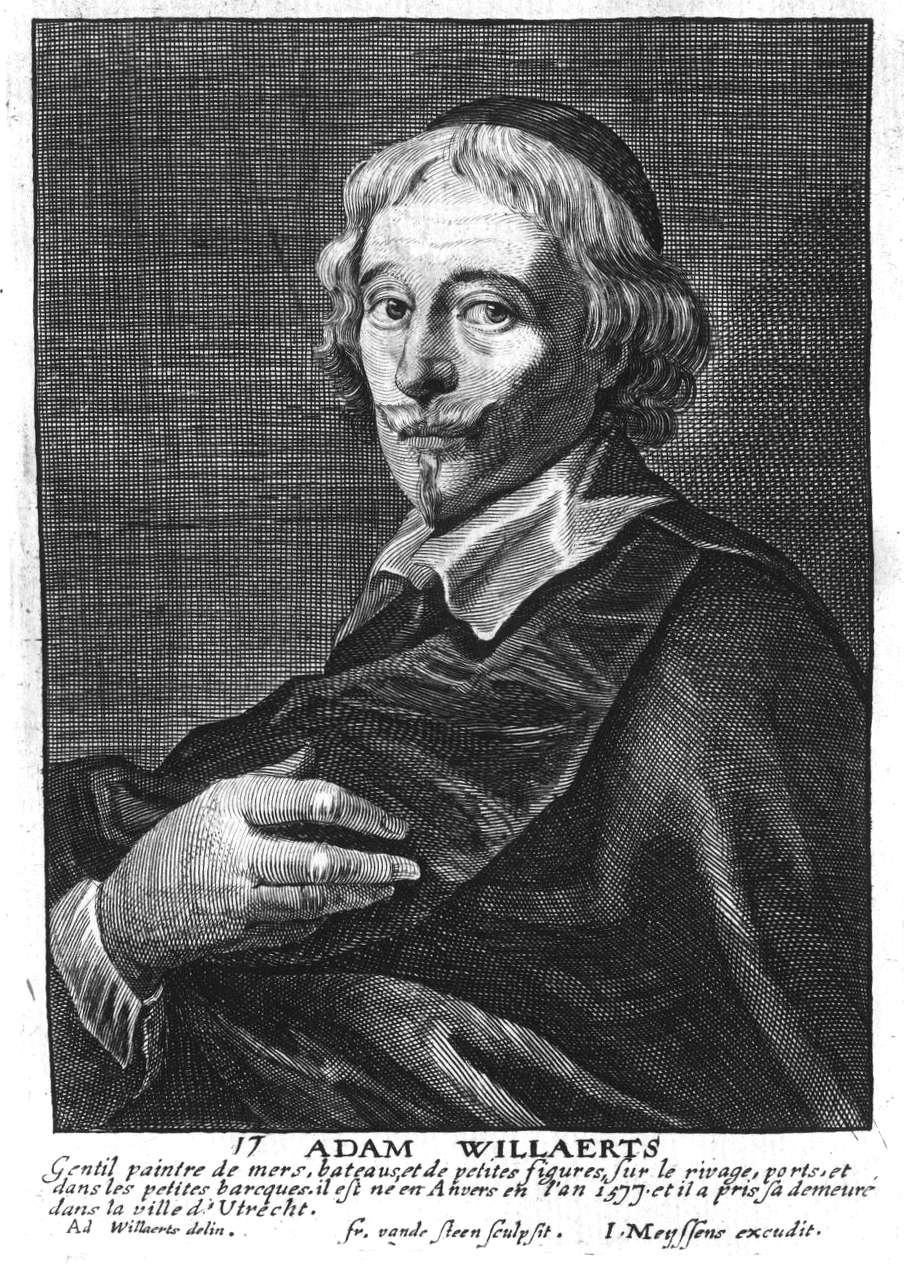
Adam Willaerts, pagina 111
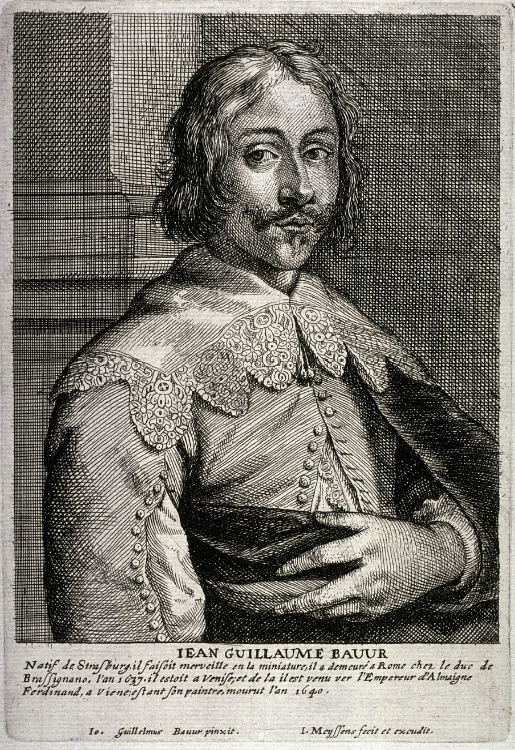
Johann Wilhelm Baur, pagina 113
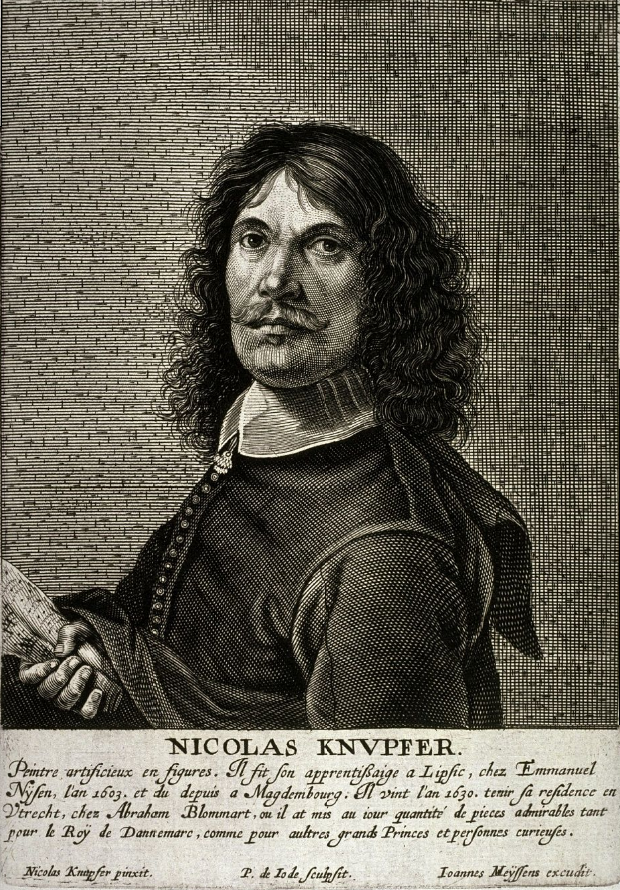
Nicolaus Knüpfer, pagina 115
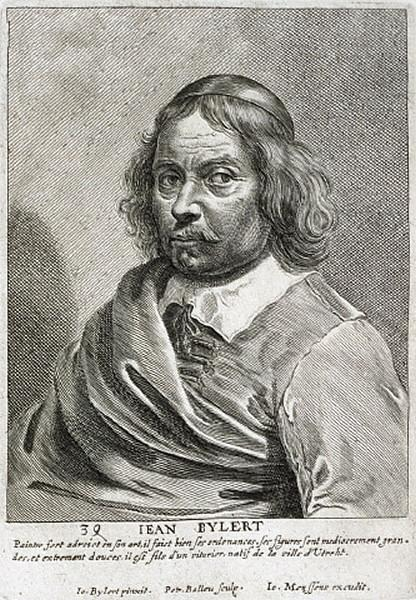
Jan van Bijlert, pagina 117
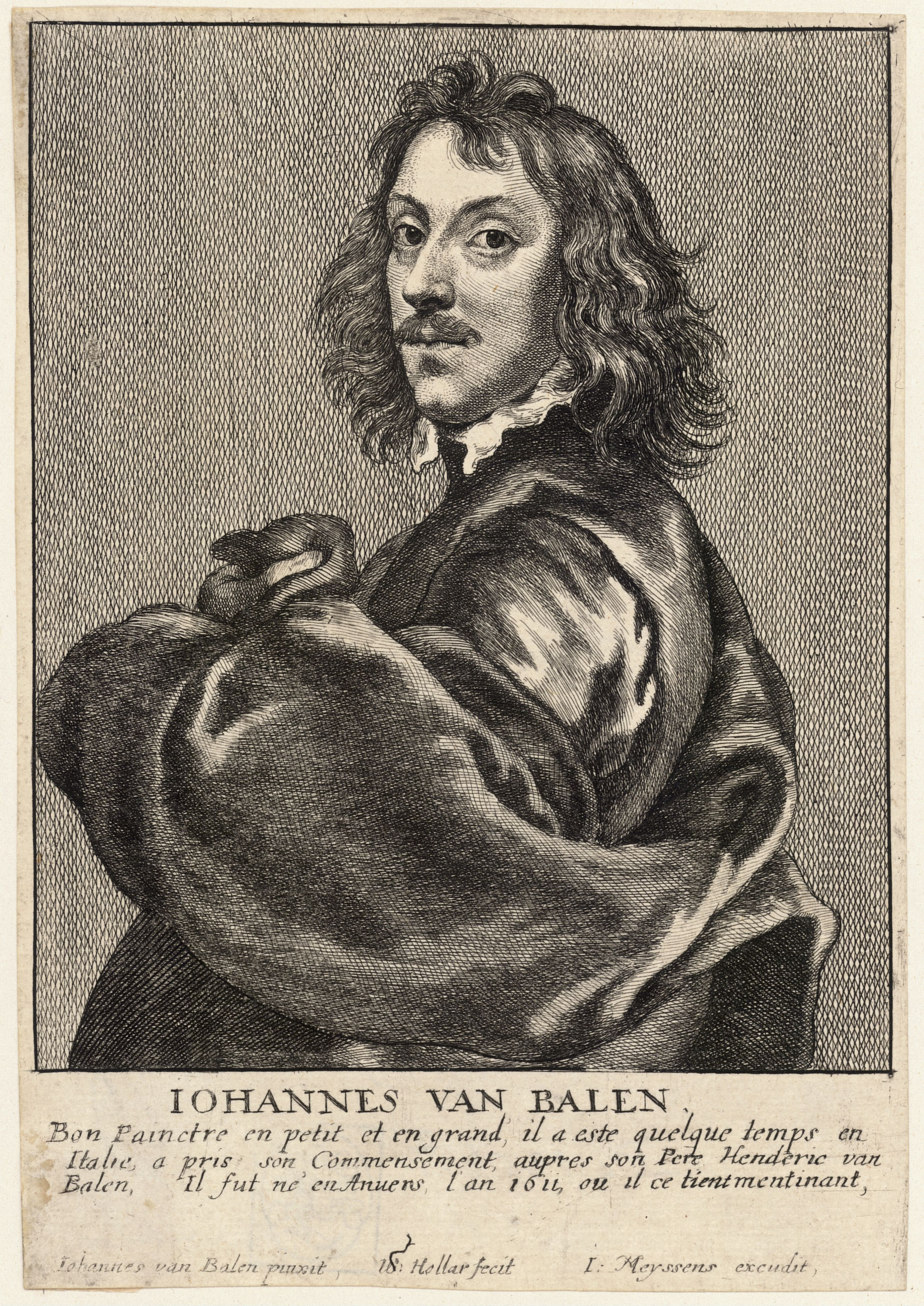
Jan van Balen, pagina 119
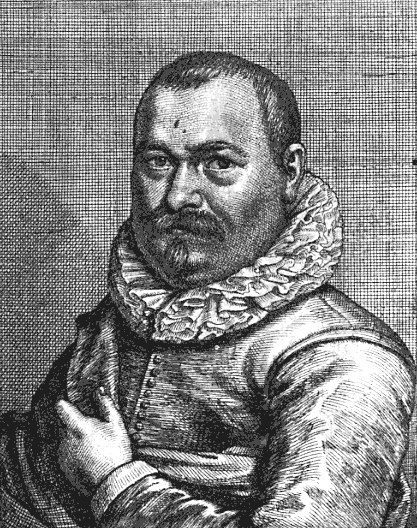
Roelant Savery, pagina 125
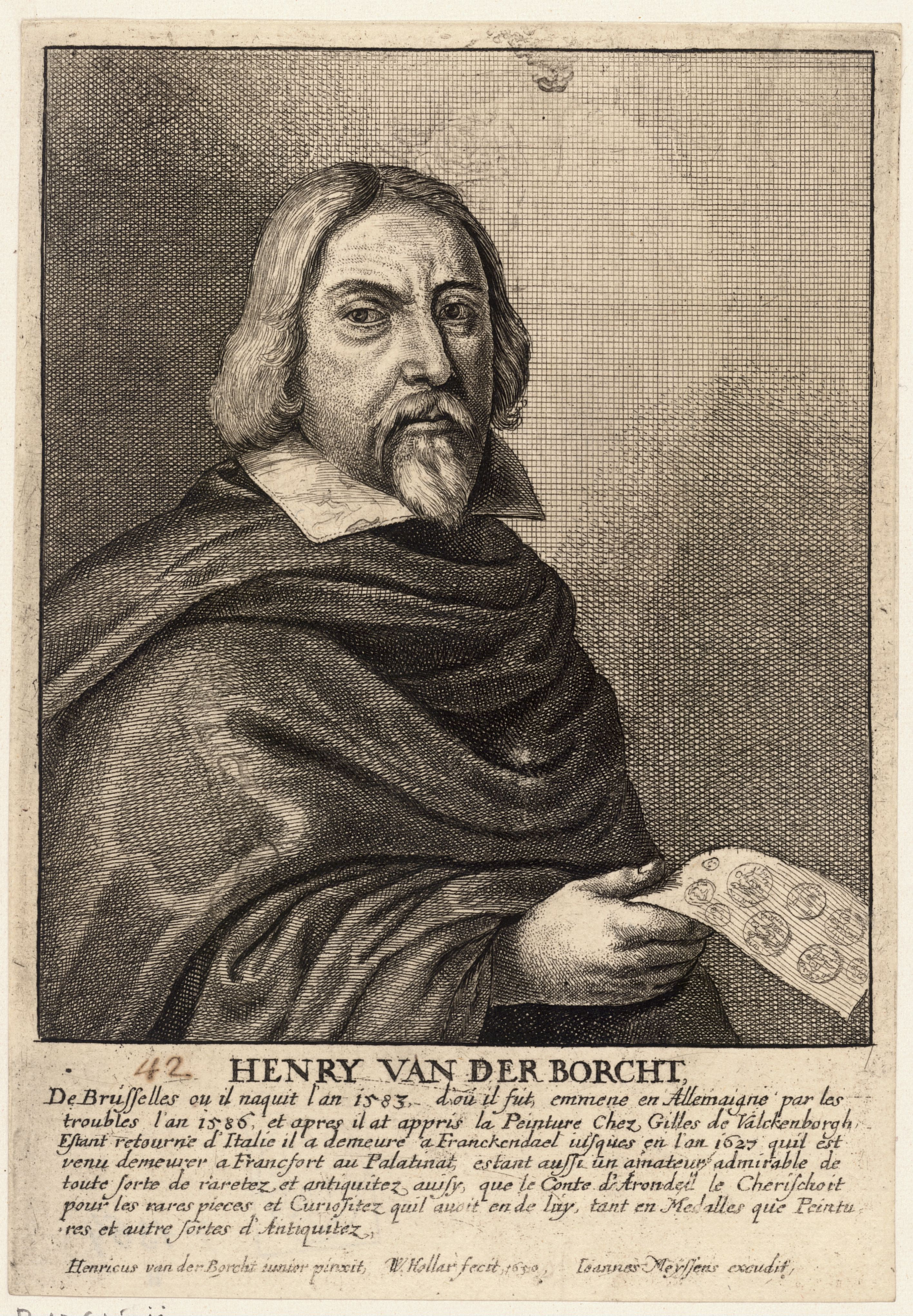
Hendrik van der Borcht il Vecchio, pagina 127
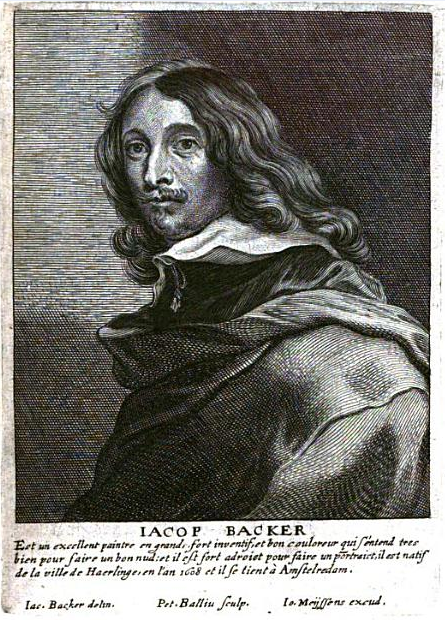
Jacob Adriaensz Backer, pagina 129
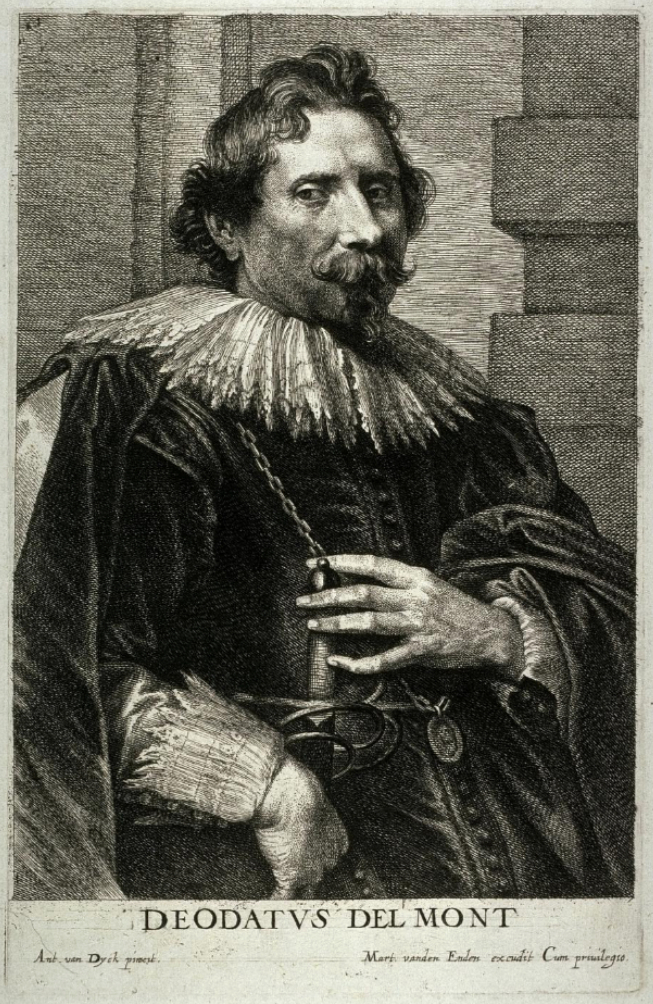
Deodat del Monte, pagina 133
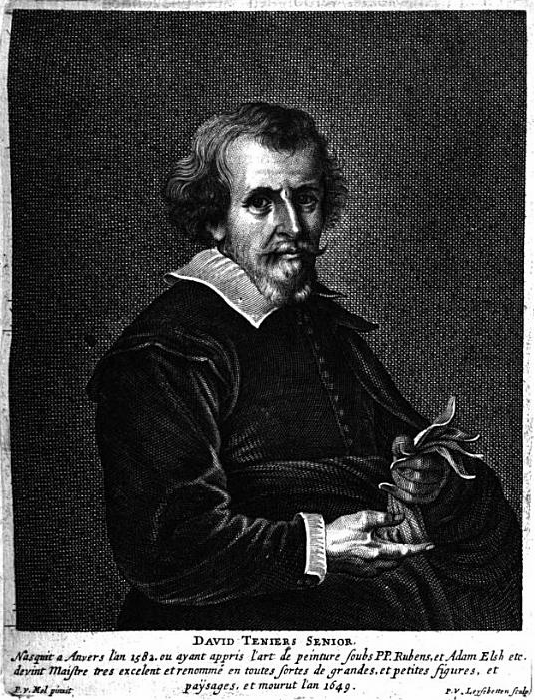
David Teniers il Vecchio, pagina 141
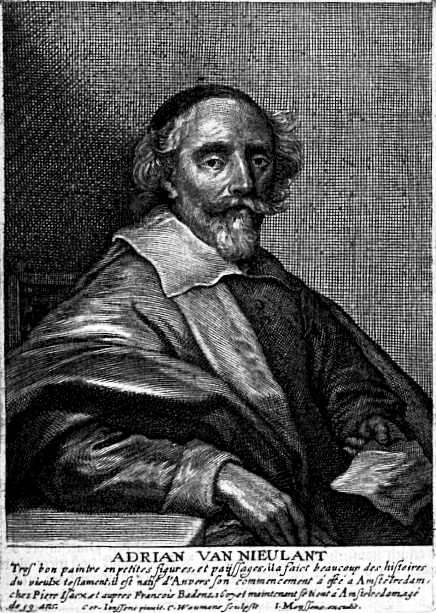
Adriaen van Nieulandt, pagina 147
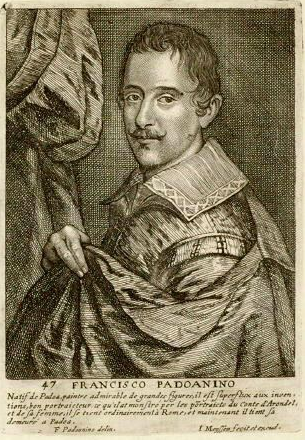
Alessandro Varotari, pagina 151
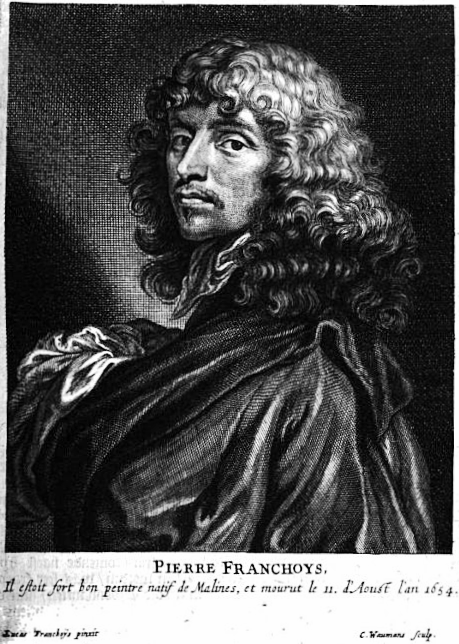
Peter Franchoijs, pagina 153
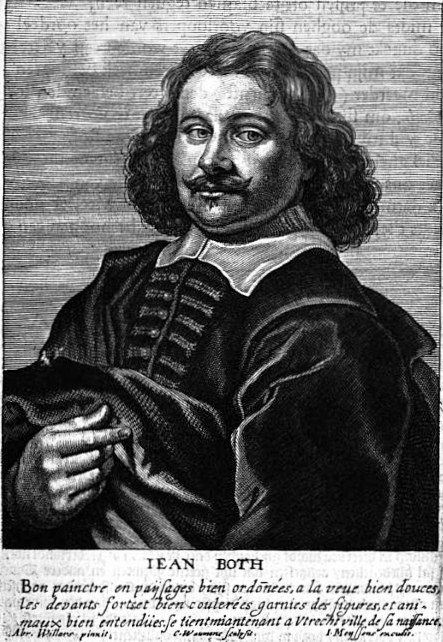
Jan Both, pagina 157
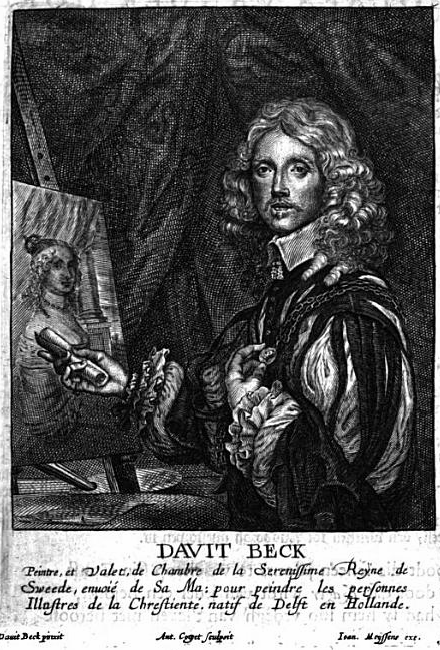
David Beck, pagina 161
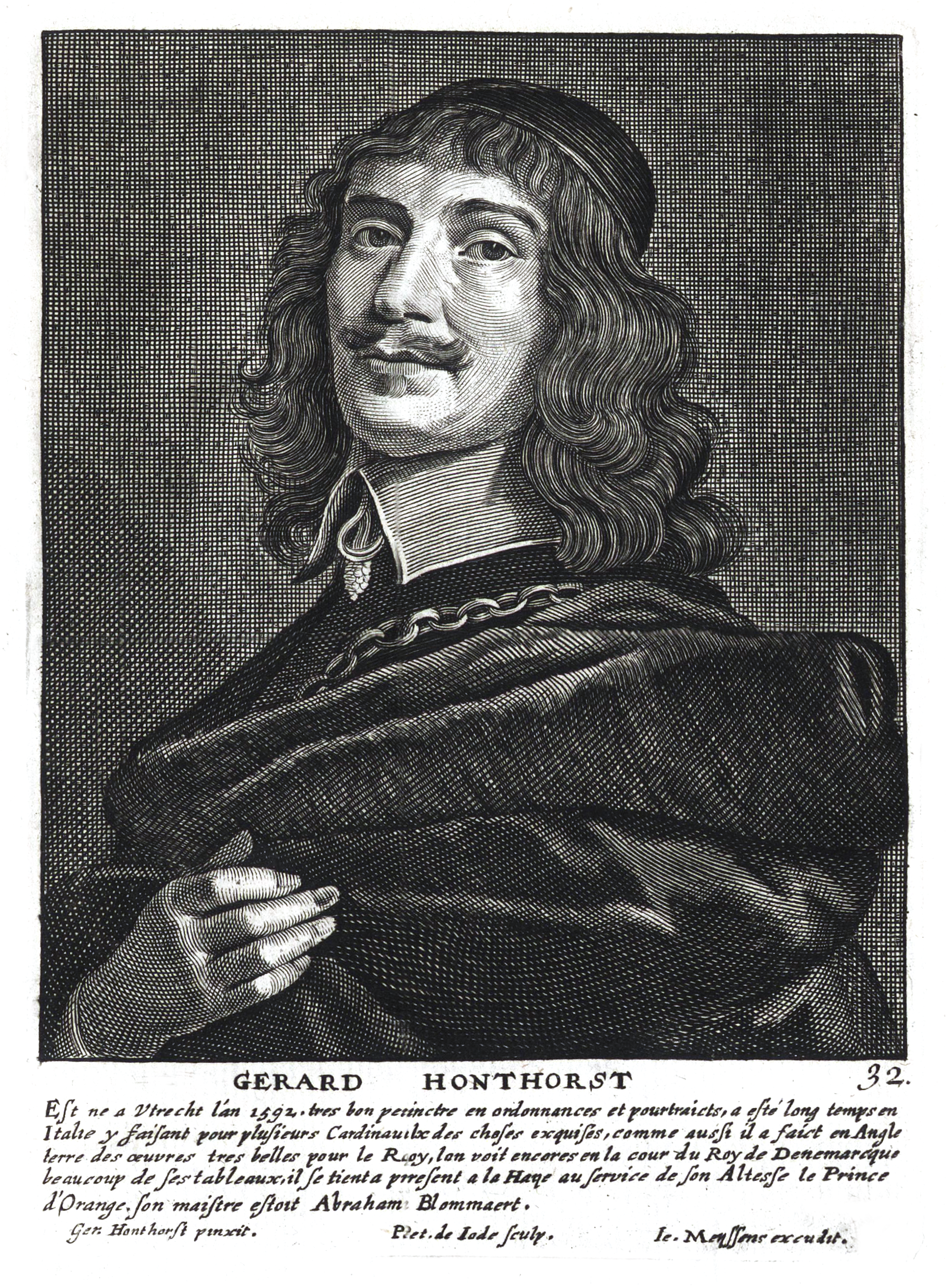
Gerard van Honthorst, pagina 165
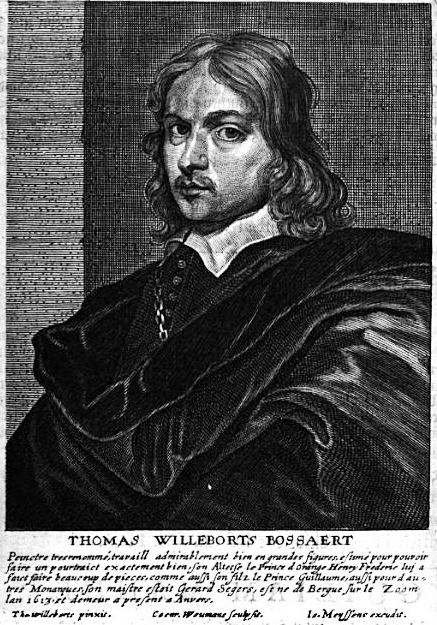
Thomas Willeboirts Bosschaert, pagina 167
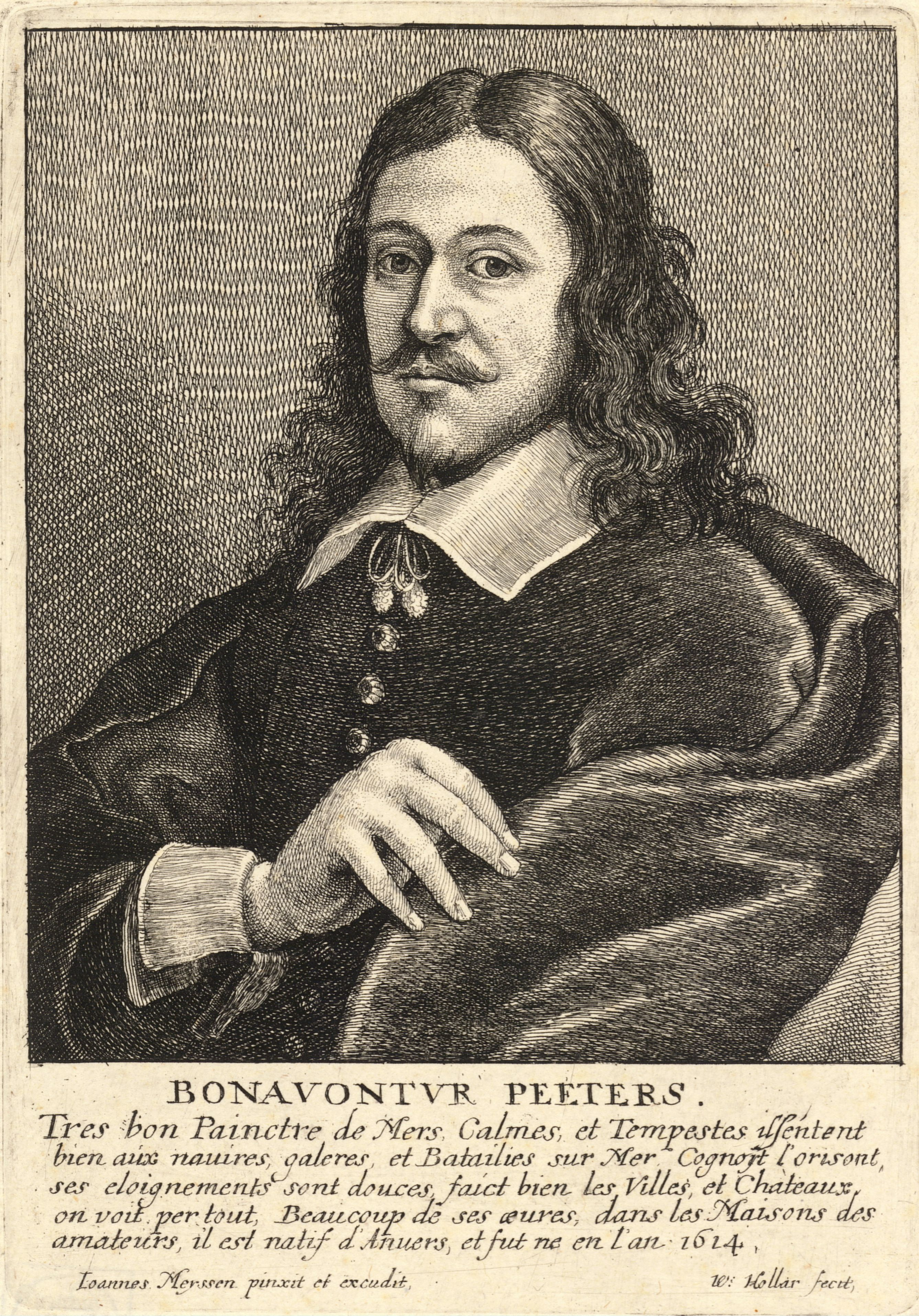
Bonaventura Peeters il Vecchio, pagina 171
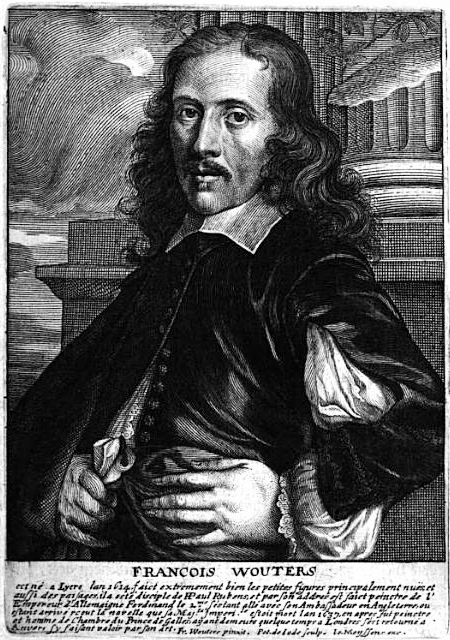
Frans Wouters, pagina 175

- Adam van Noort	pagina 37
- Otto van Veen	pagina 39
- Abraham Bloemaert	pagina 45
- Tobias Verhaecht	pagina 47
- Adam Elsheimer	pagina 49
- Guido Reni	pagina 52
- Peter Paul Rubens	pagina 57
- Frans Snyders	pagina 61
- Willem van Nieulandt	pagina 63
- Abraham Janssens	pagina 65
- Antoon van Dyck	pagina 75
- Gillis Mostaert	pagina 79
- Pieter Bruegel	pagina 89
- Adriaen Brouwer	pagina 91
- Gerard Seghers	pagina 97
- Lodewijk de Vadder	pagina 98
- Wenceslas Cobergher	pagina 101
- Jan van Ravesteyn	pagina 102
- Palamedes Palamedesz I	pagina 102
- Michiel van Mierevelt	pagina 103
- Cornelis Schut I	pagina 103
- Jan Snellinck	pagina 104
- Cornelis de Vos	pagina 104
- Orazio Gentileschi	pagina 105
- Andries van Eertvelt	pagina 105
- Adriaen van Utrecht	pagina 106
- Willem Backereel	pagina 108
- Gillis Backereel	pagina 108
- Jan de Wael	pagina 108
- Joos van Craesbeeck	pagina 109
- Abraham Matthijs	pagina 110
- Adam Willaerts	pagina 111
- Johann Wilhelm Baur	pagina 113
- Nicolaus Knüpfer	pagina 115
- Jan van Bijlert	pagina 117
- Jan van Balen	pagina 119
- Roelant Savery	pagina 125
- Jan Porcellis	pagina 126
- Jan Wildens	pagina 126
- Hendrik van der Borcht il Vecchio	pagina 127
- Jacob de Backer	pagina 129
- Paulus Moreelse	pagina 131
- Hendrick ter Brugghen	pagina 132
- Deodat del Monte	pagina 133

- Pieter van der Plas	pagina 139
- Jacques Blanchard	pagina 139
- David Teniers il Vecchio	pagina 140
- David de Haen	pagina 142
- Vincent Malo	pagina 143
- François Perrier	pagina 143
- Jan van den Hoecke	pagina 143
- Augustijn Brun	pagina 145
- Johann Hulsman	pagina 145
- Frederick Brentel	pagina 145
- Jacob van der Heyden	pagina 145
- Hesselien (Crabbeken van Amsterdam)	pagina 145
- Pieter Meulener	pagina 145
- Raphael Coxie (figlio di Michiel)	pagina 145
- Spanjolet 	pagina 145
- Gillis Peeters il Vecchio	pagina 145
- Adriaen van Nieulandt	pagina 146
- Remigius van Rheni pagina 149
- Peeter van Loon	pagina 149
- Padovanino	pagina 150
- Lucas Franchoijs il Giovane	pagina 152
- Peter Franchoijs	pagina 152
- Pieter Soutman	pagina 154
- Pieter Neefs I	pagina 155
- Dirck van Baburen	pagina 155
- Jan Both	pagina 156
- Pietro Testa	pagina 158
- Christoffel Jacobsz van der Laemen	pagina 159
- David Beck	pagina 160
- Nicolaes vander Horst	pagina 162
- Johann Matthias Kager	pagina 162
- Theodoor Rombouts	pagina 163
- Hendrick de Clerck	pagina 163
- Antoon Sallaert	pagina 163
- Gerard van Honthorst	pagina 164
- Thomas Willeboirts Bosschaert	pagina 166
- Denis van Alsloot	pagina 168
- Jacques Fouquier	pagina 168
- Willem Mahue	pagina 168
- Pieter van Laer	pagina 169
- Bonaventura Peeters	pagina 171
- Frans Wouters	pagina 174
- Hendrick Andriessen	pagina 176

## Artisti presenti inHet Gulden Cabinet, Parte II
Di seguito sono riportate le incisioni dei ritratti inclusi come illustrazioni nel libro II, seguite dagli artisti elencati in ordine di apparizione nel testo. Il libro II inizia a pagina 181.

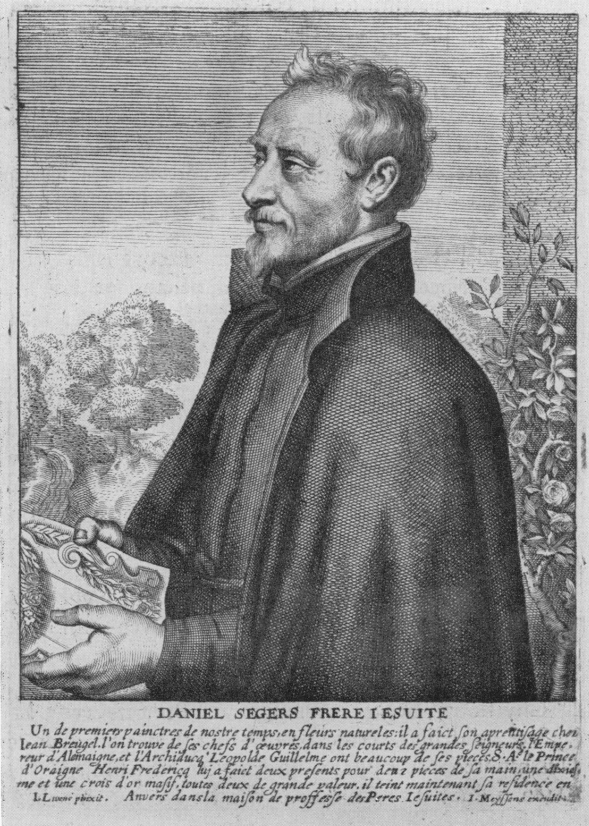
Daniel Seghers, pagina 213
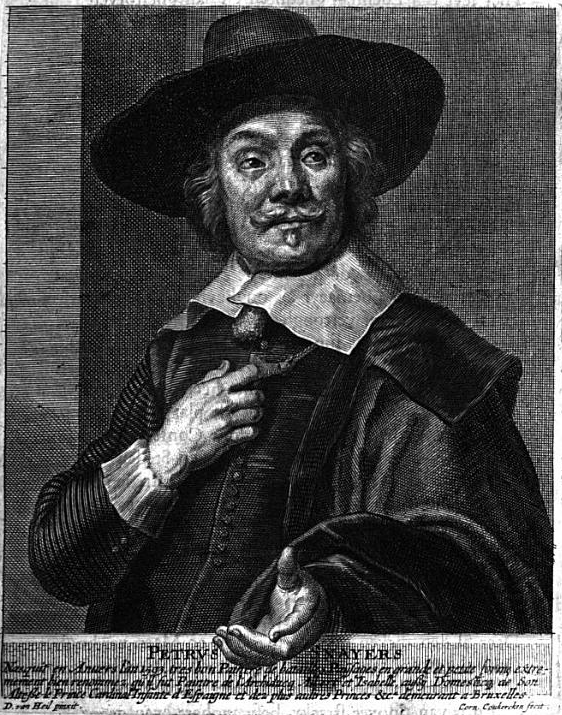
Pieter Snayers, pagina 221
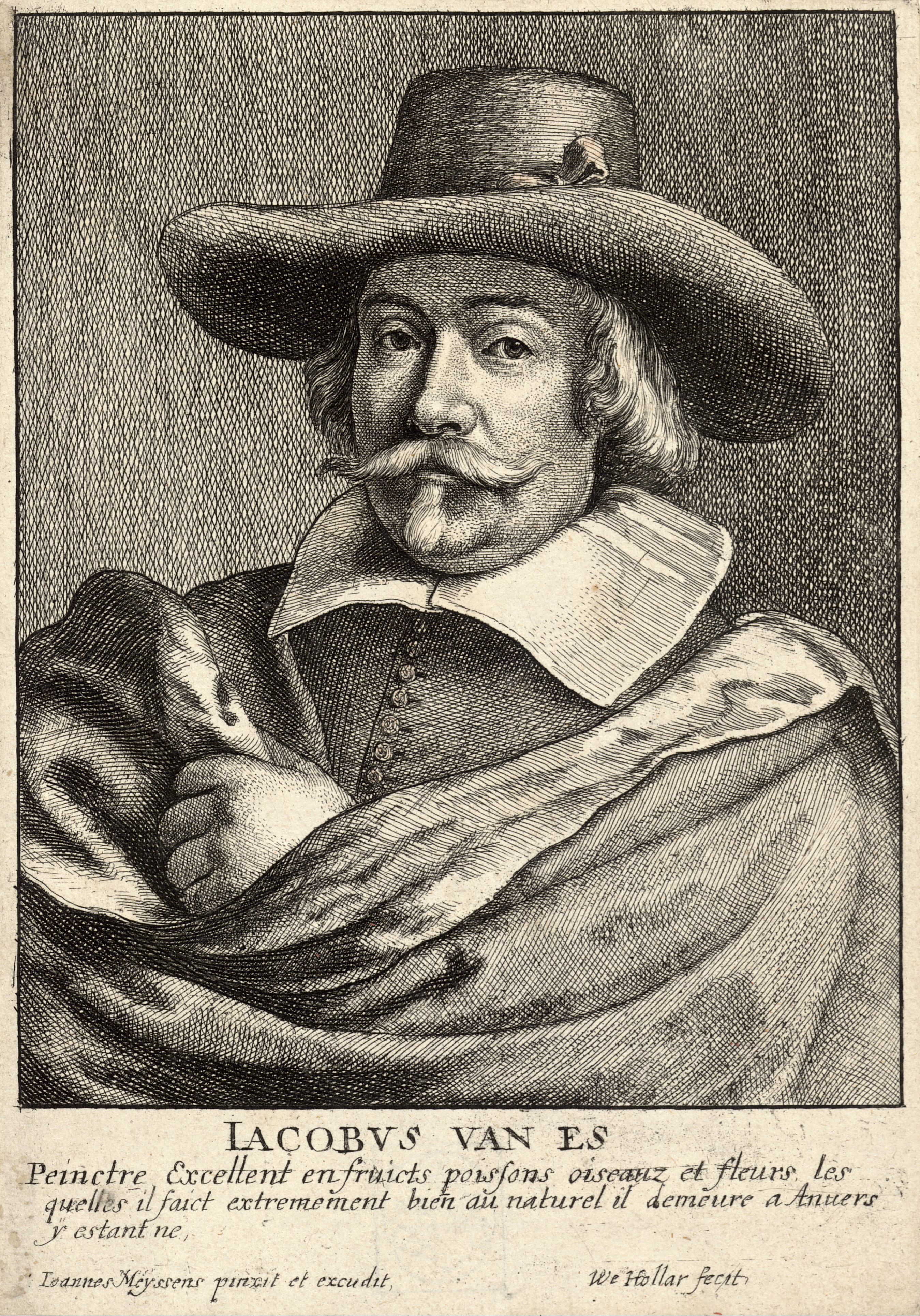
Jacob van Es, pagina 227
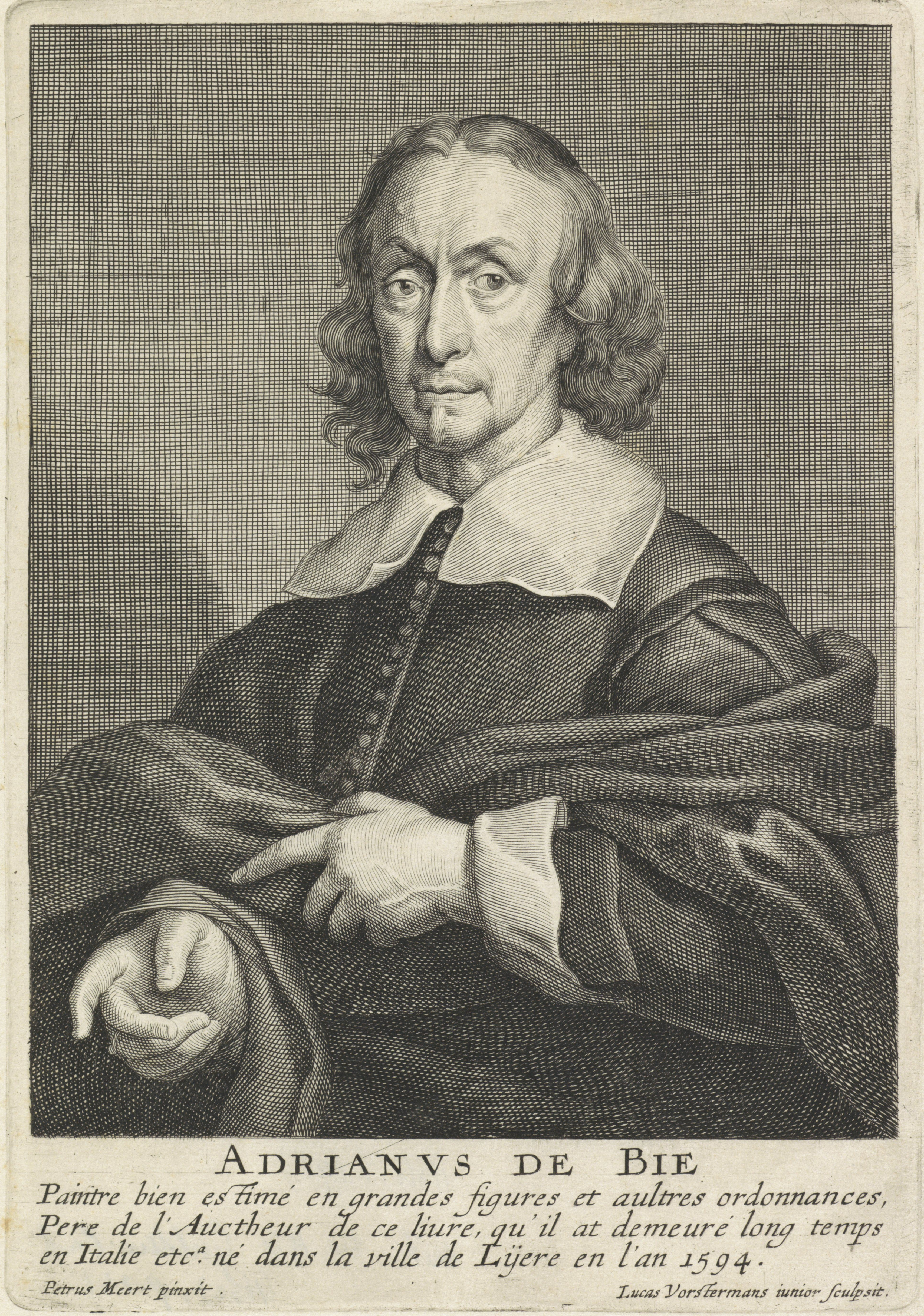
Adriaen de Bie, pagina 231
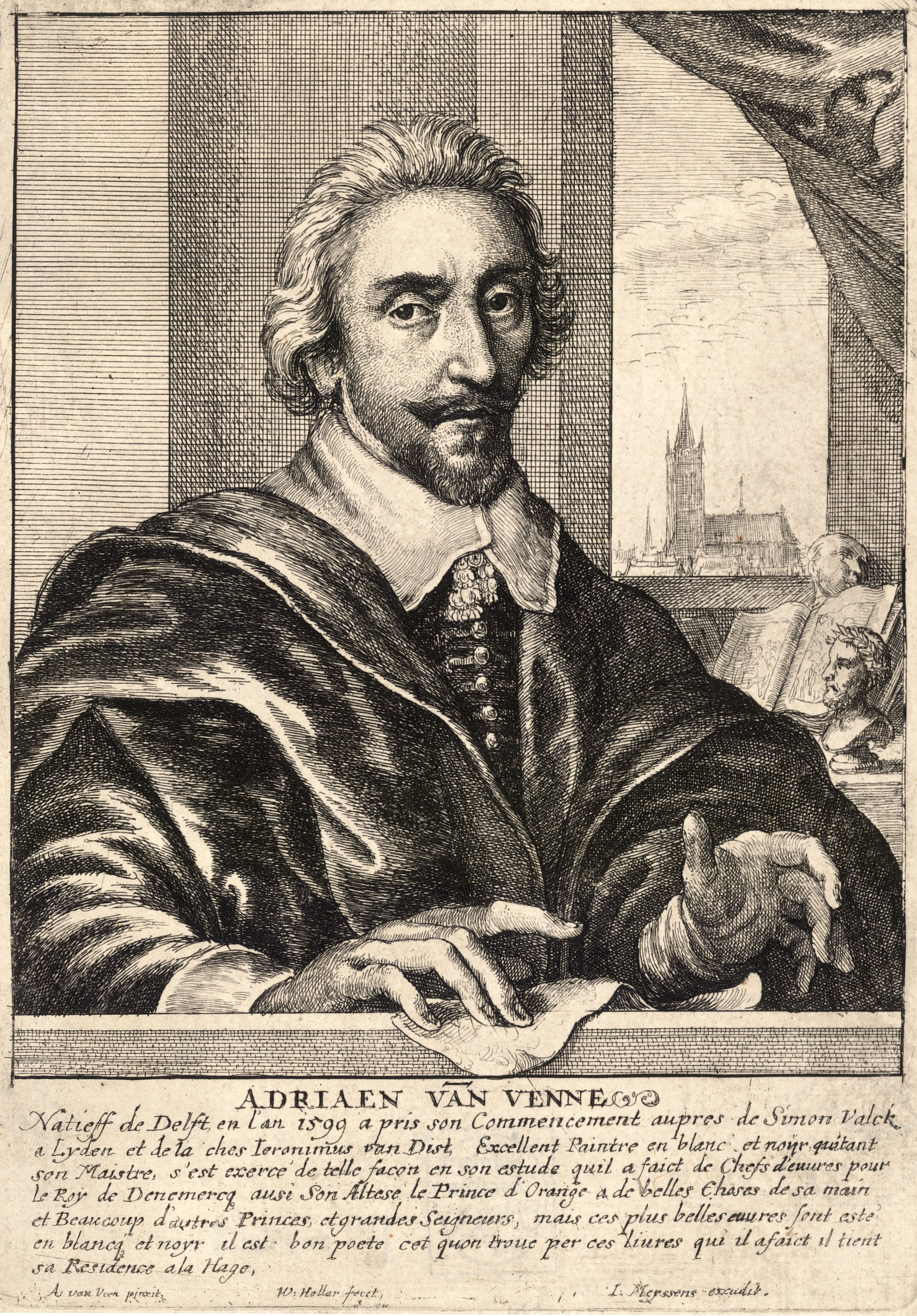
Adriaen van de Venne, pagina 235
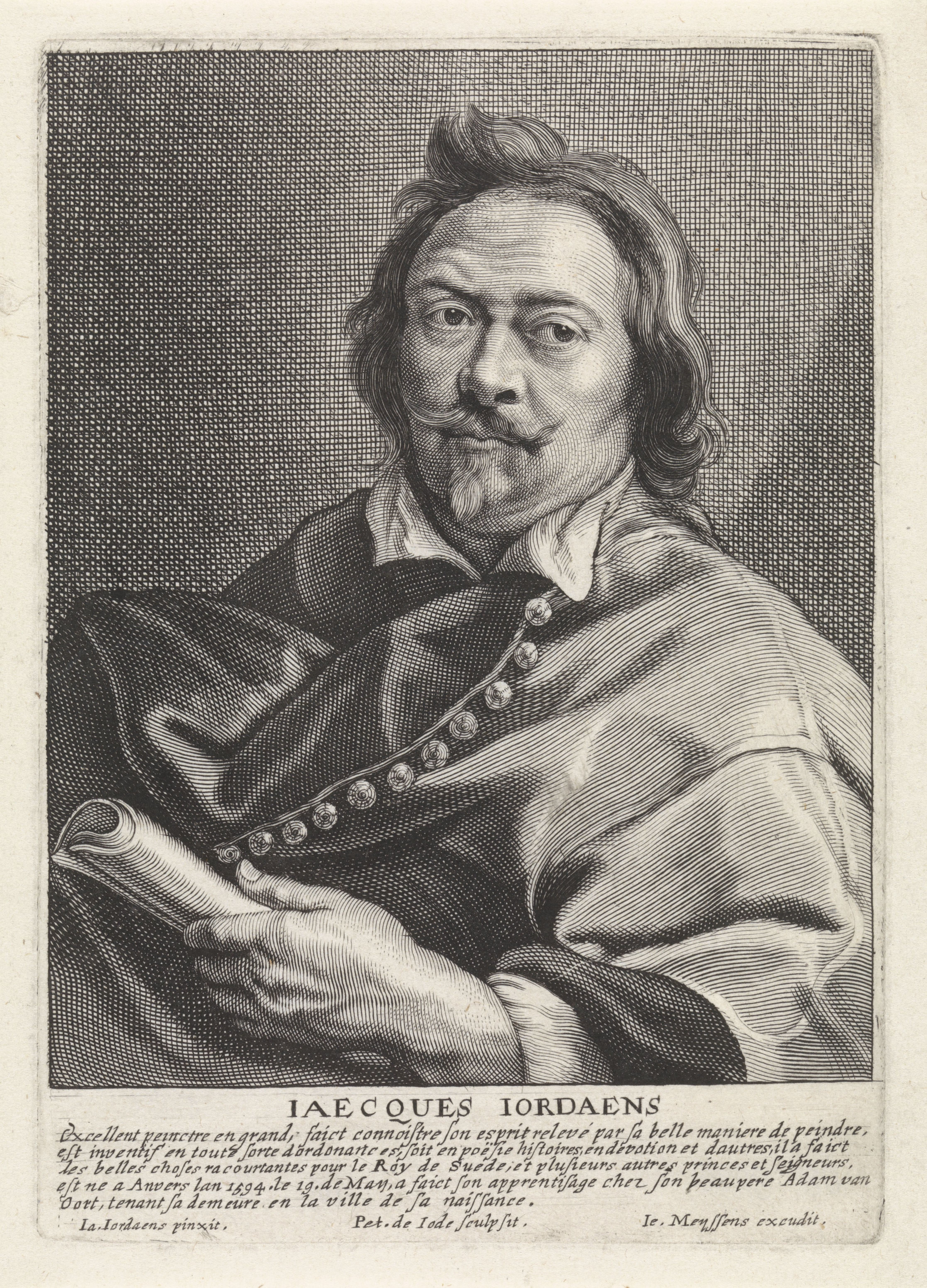
Jacob Jordaens, pagina 239
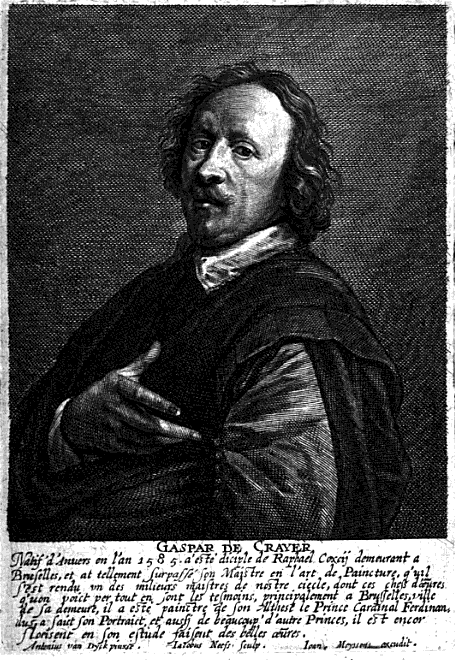
Gaspar de Crayer, pagina 245
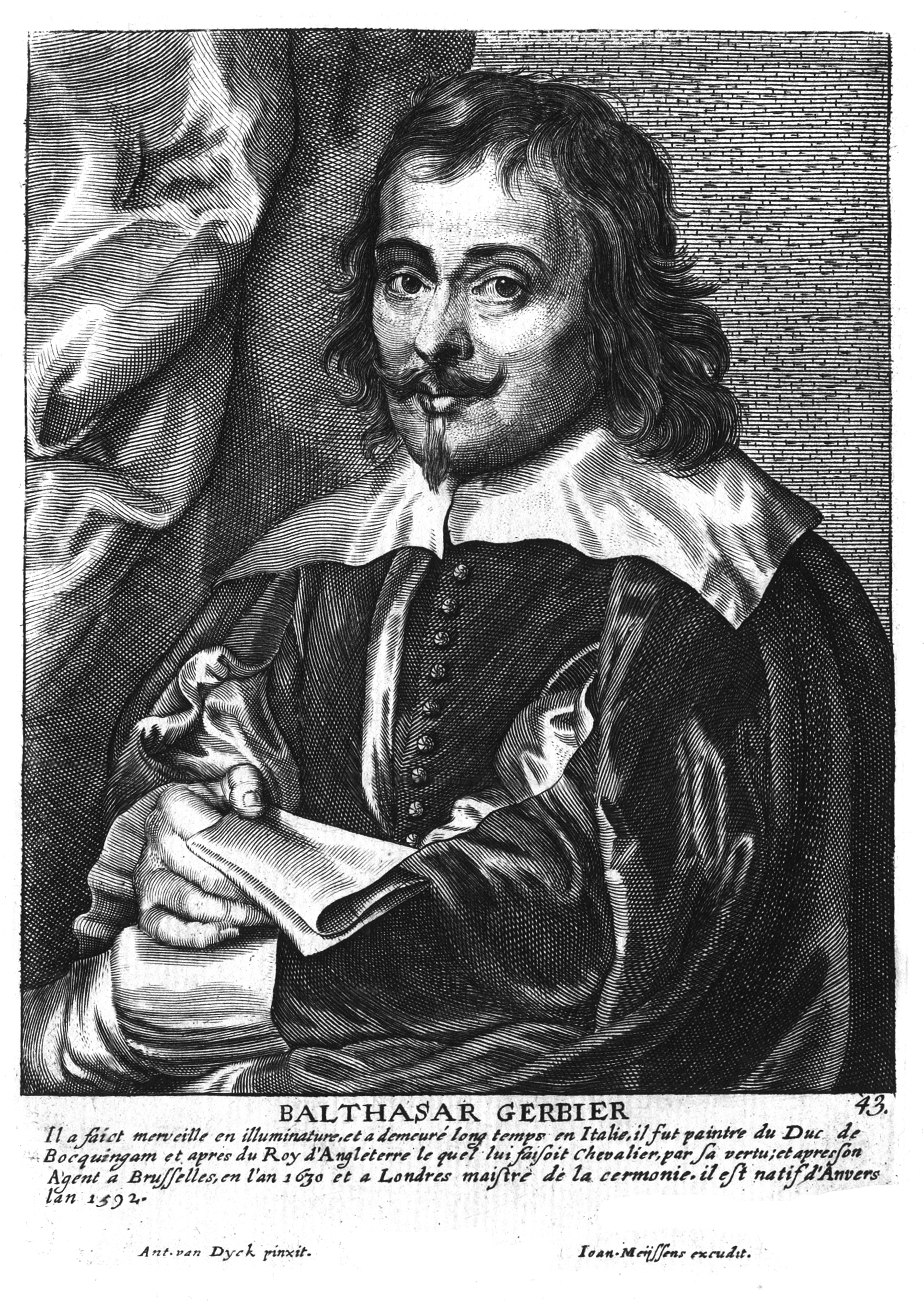
Balthasar Gerbier, pagina 249
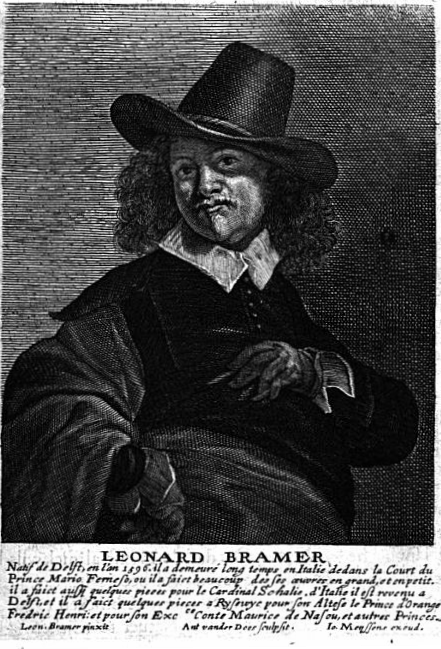
Leonard Bramer, pagina 253
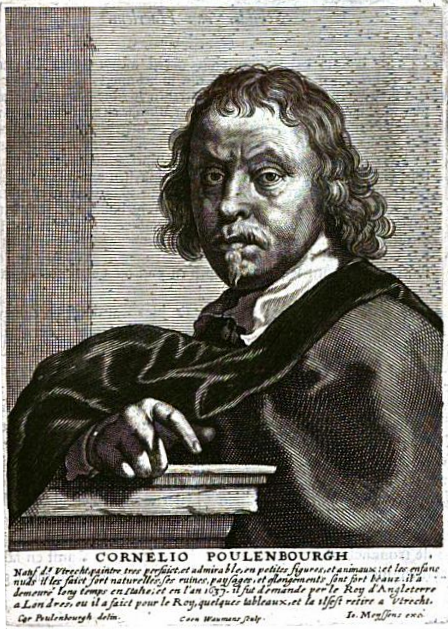
Cornelis van Poelenburch, pagina 257
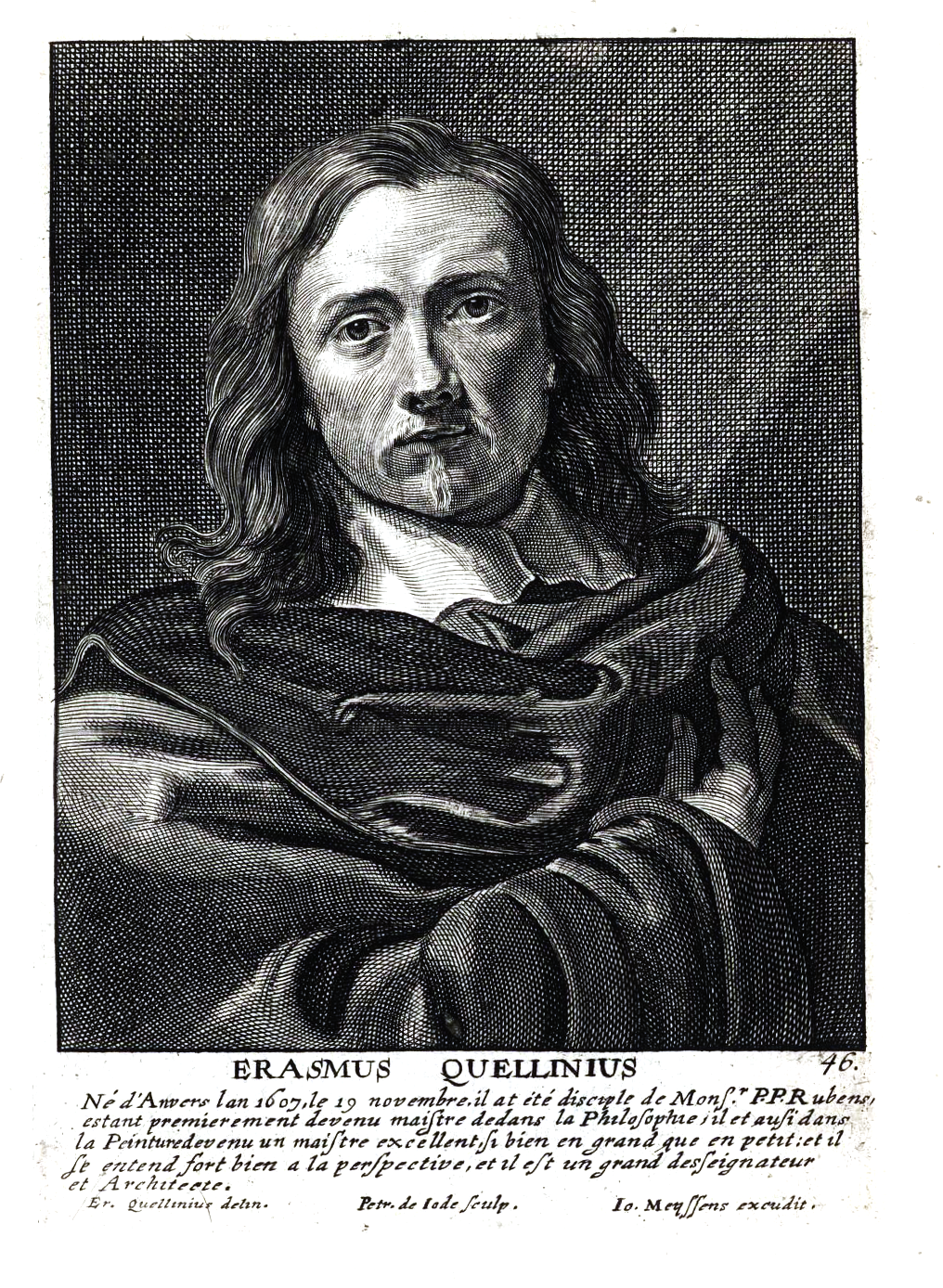
Erasmus Quellinus il Giovane, pagina 261
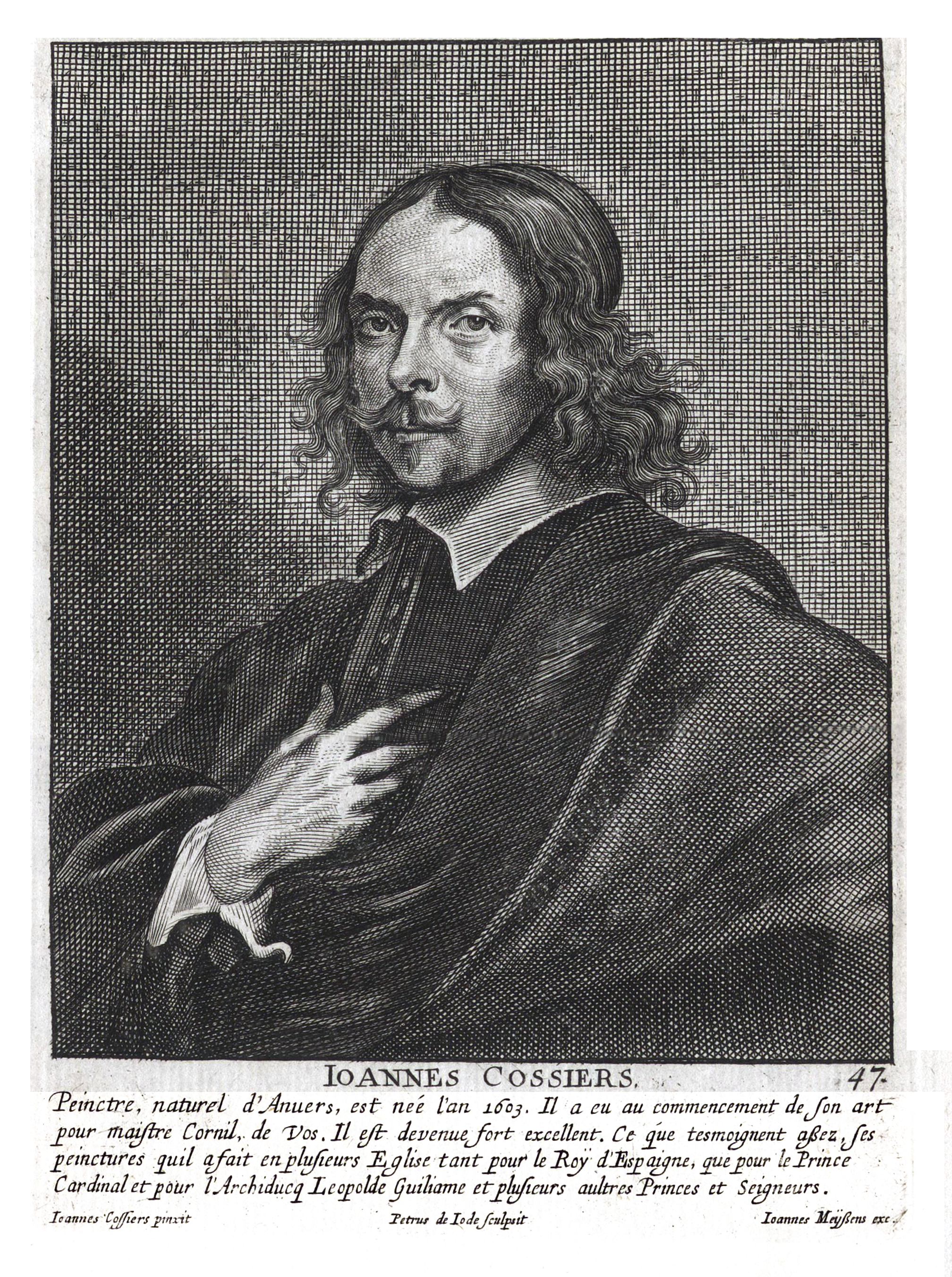
Jan Cossiers, pagina 267
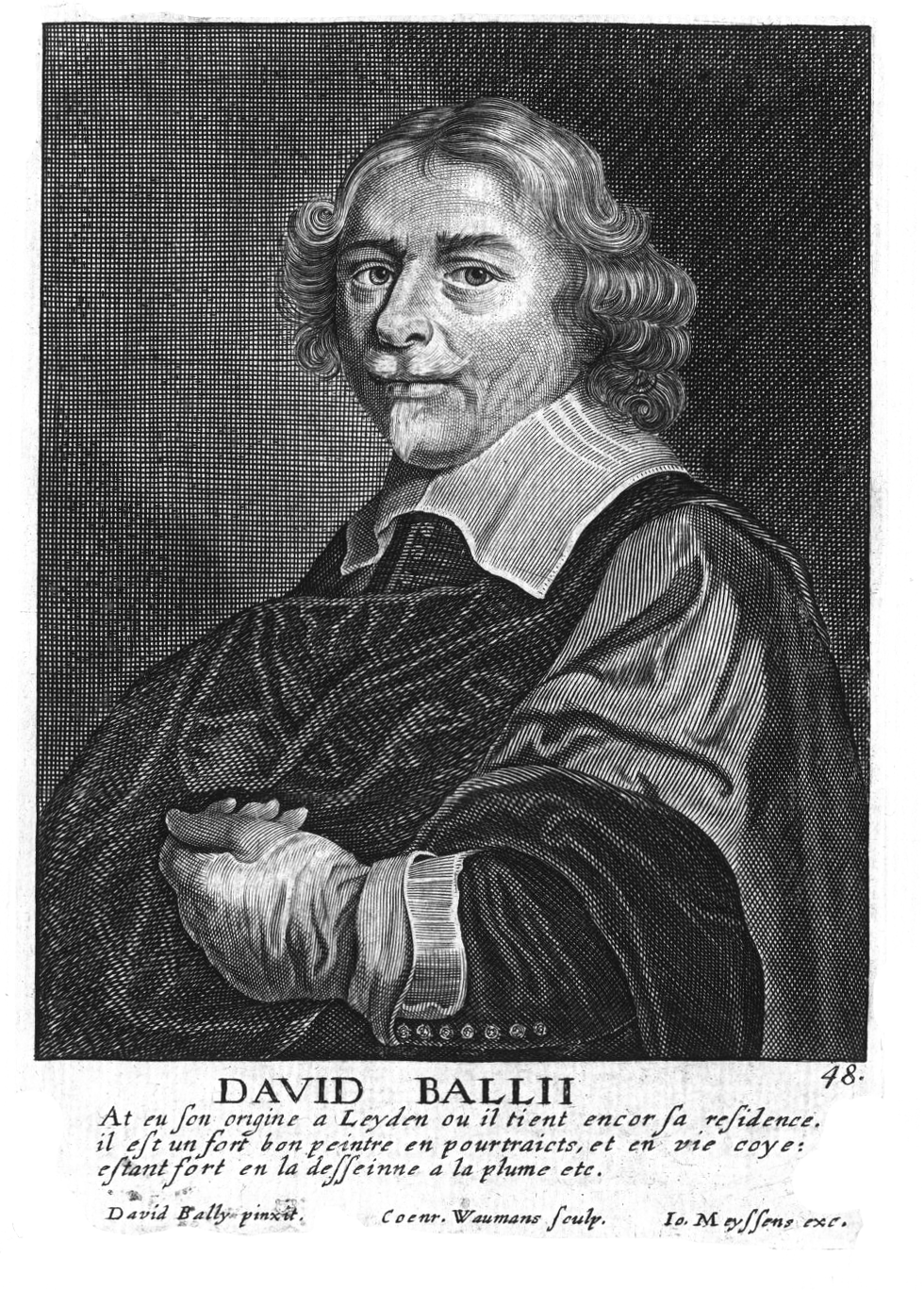
David Bailly, pagina 271
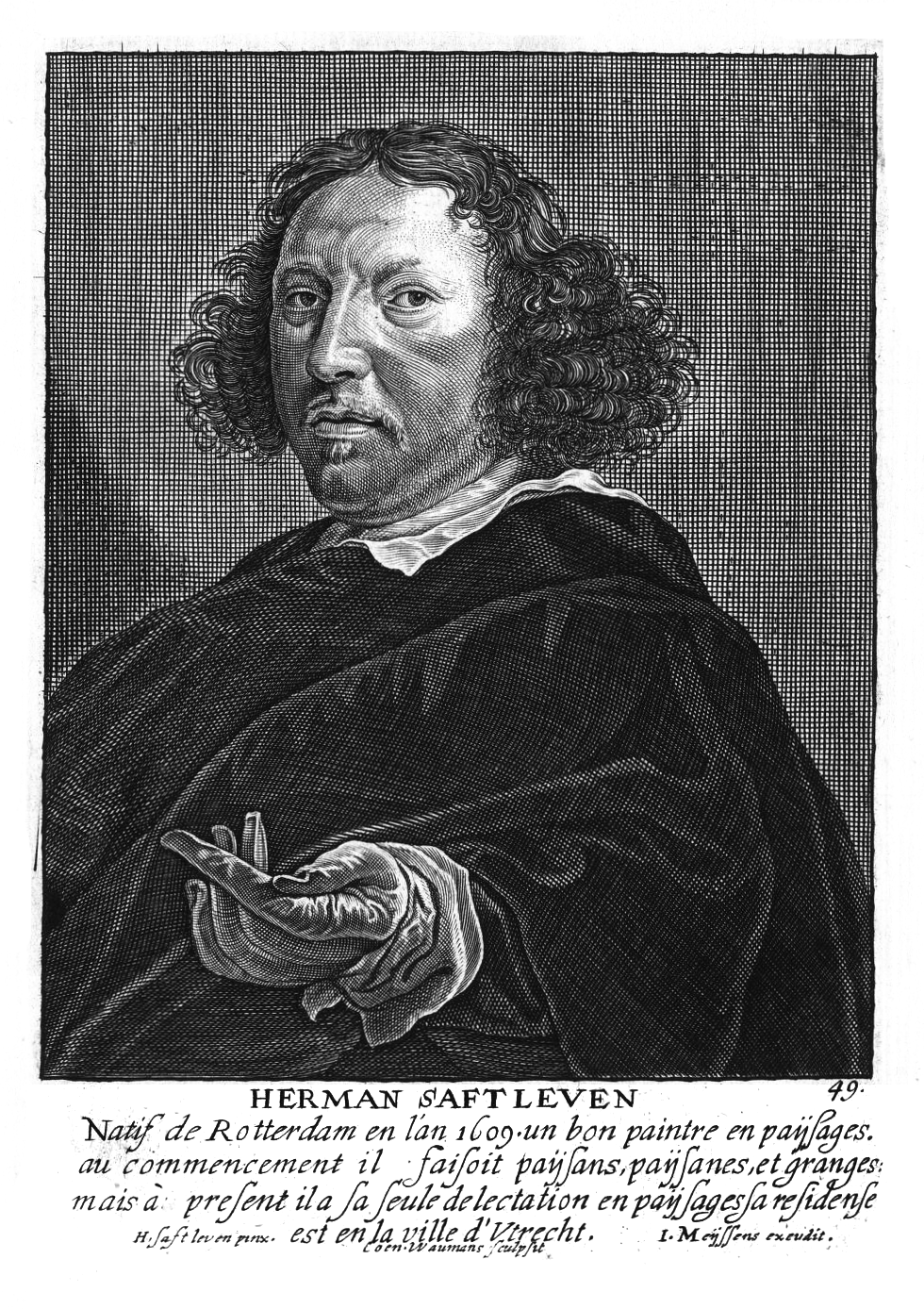
Herman Saftleven II, pagina 275
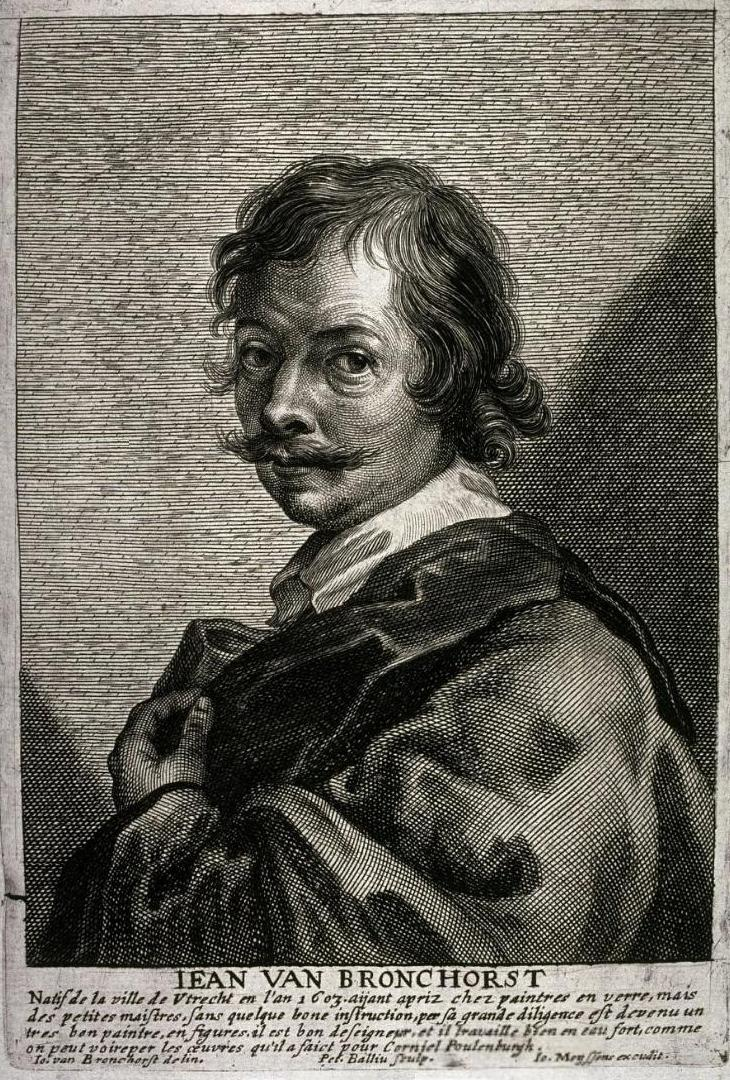
Jan Gerritsz van Bronckhorst, pagina 279
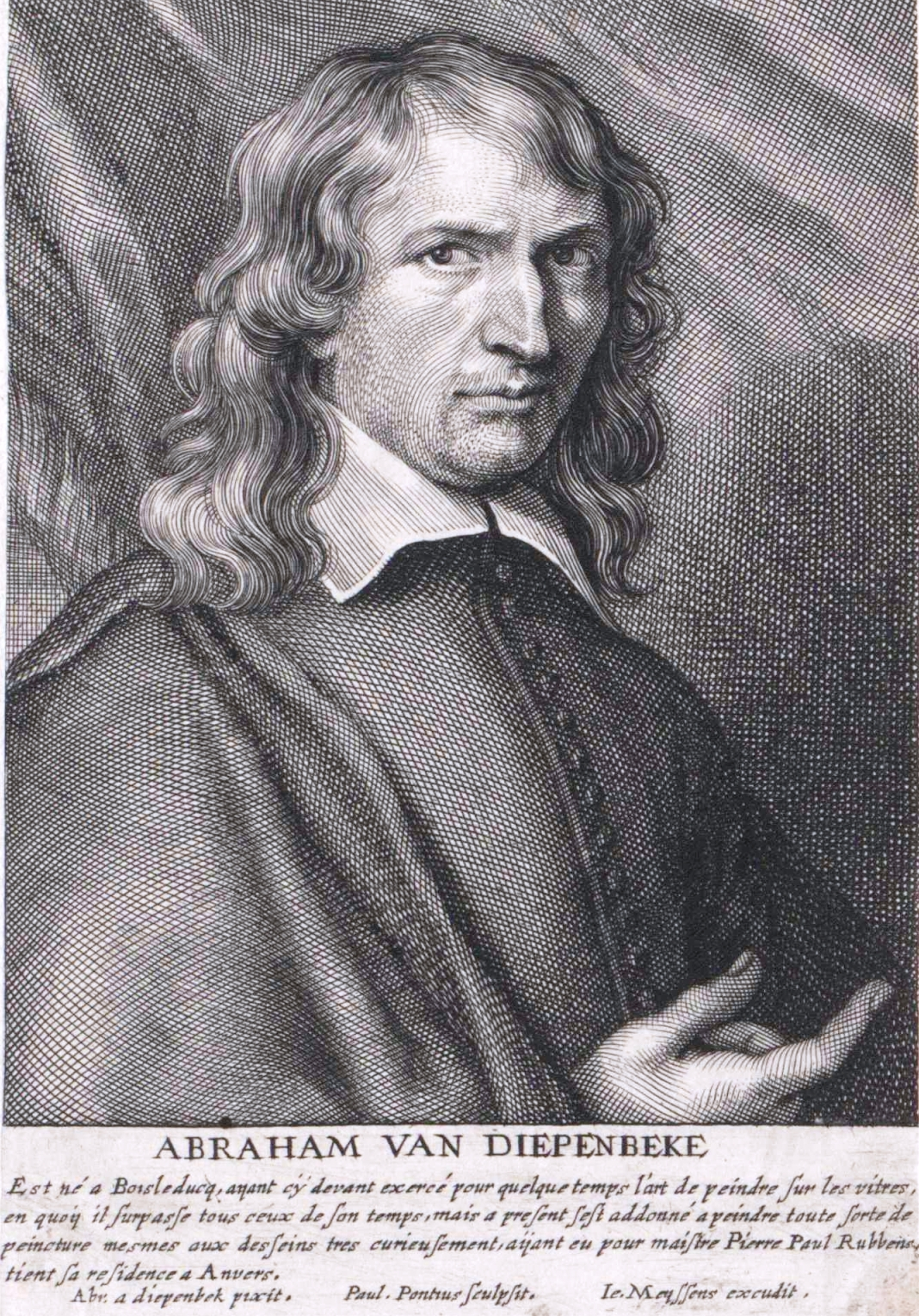
Abraham van Diepenbeeck, pagina 285
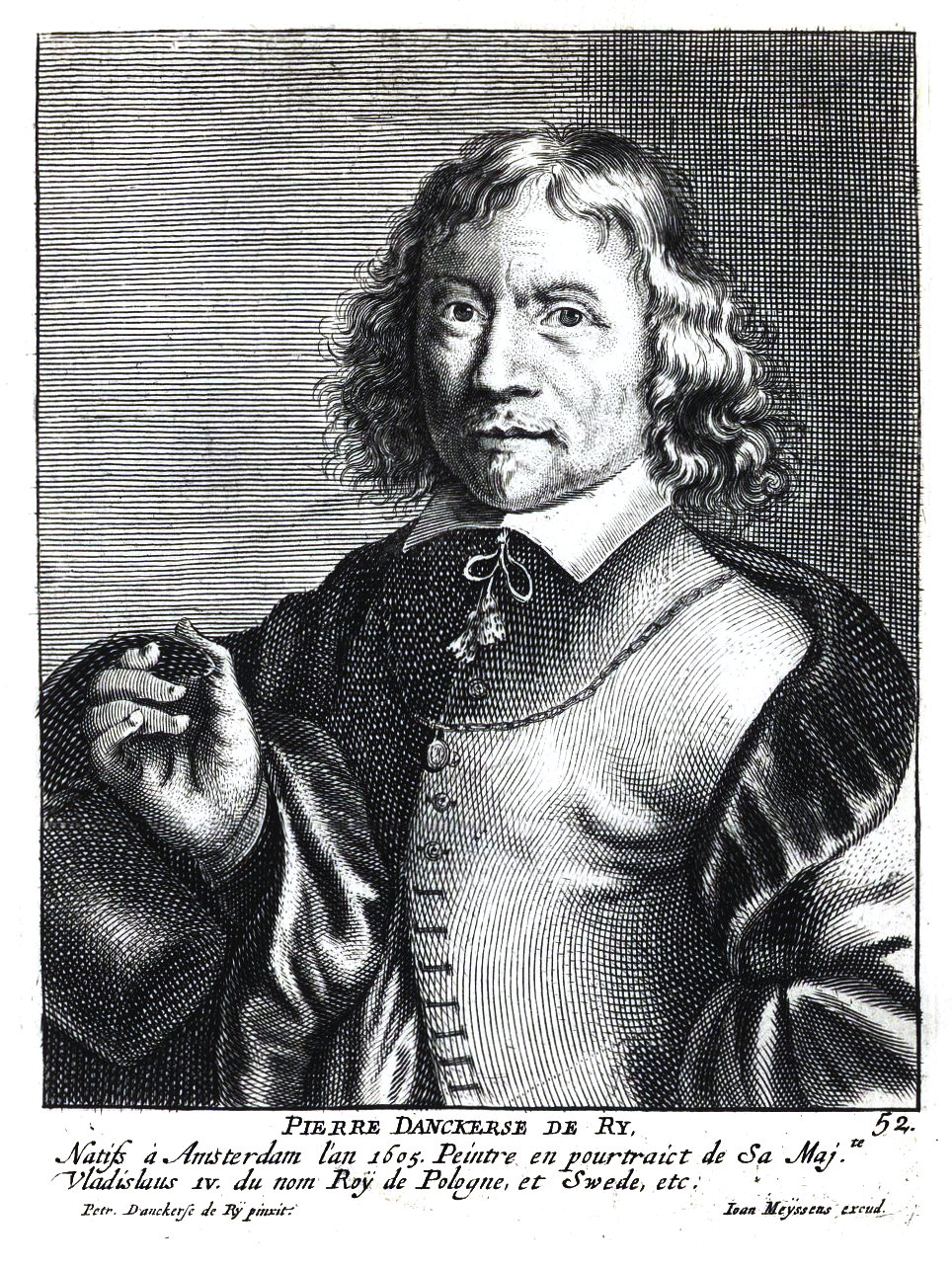
Pieter Danckerts de Rij, pagina 289
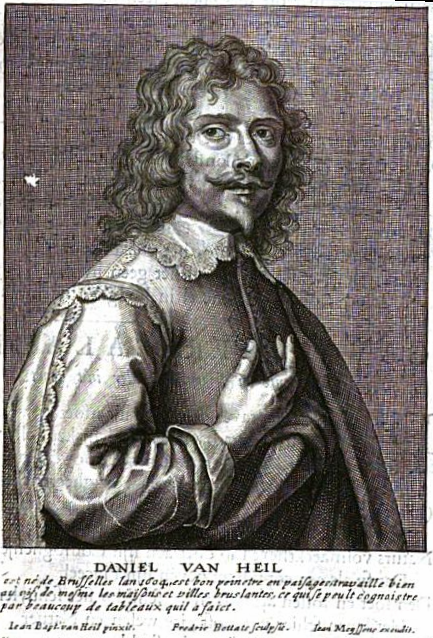
Daniel van Heil, pagina 293
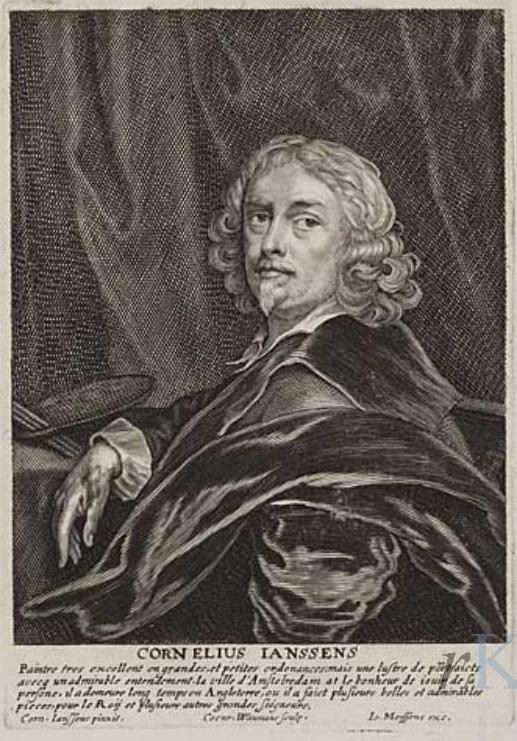
Cornelis Janssens van Ceulen, pagina 299
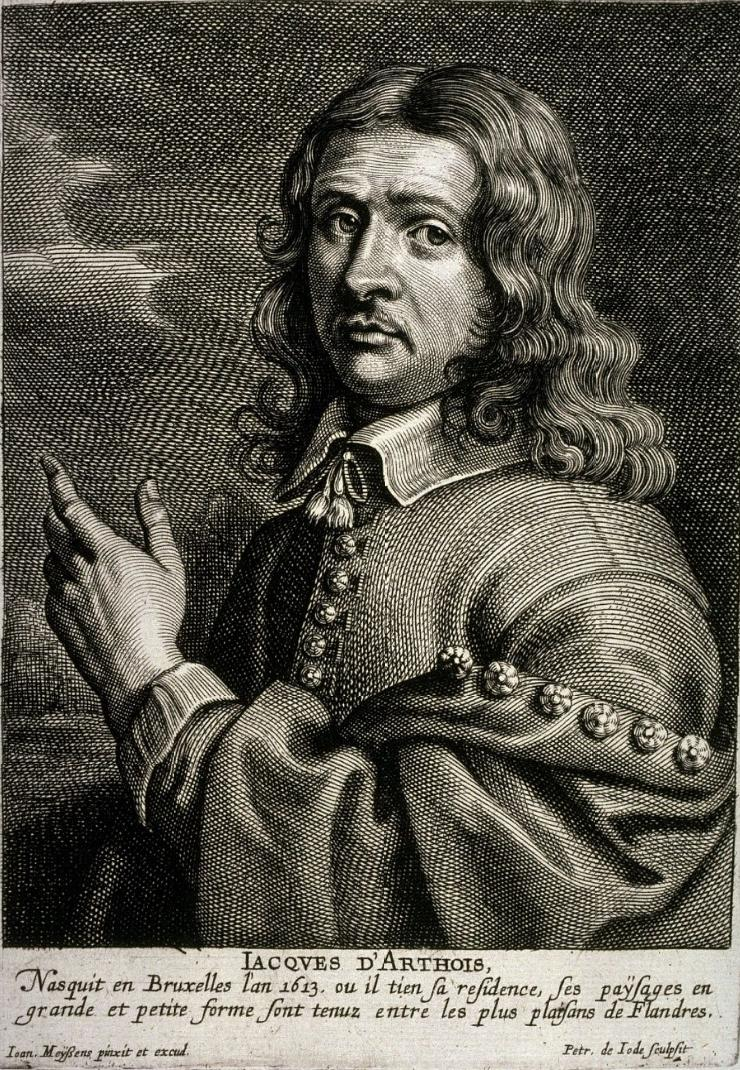
Jacques d'Arthois, pagina 301
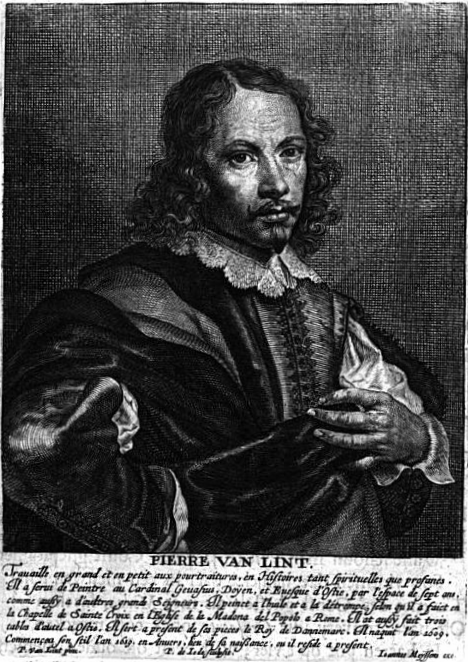
Pieter van Lint, pagina 307
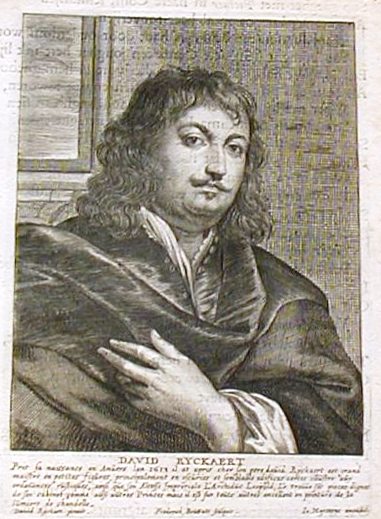
David Ryckaert, pagina 309
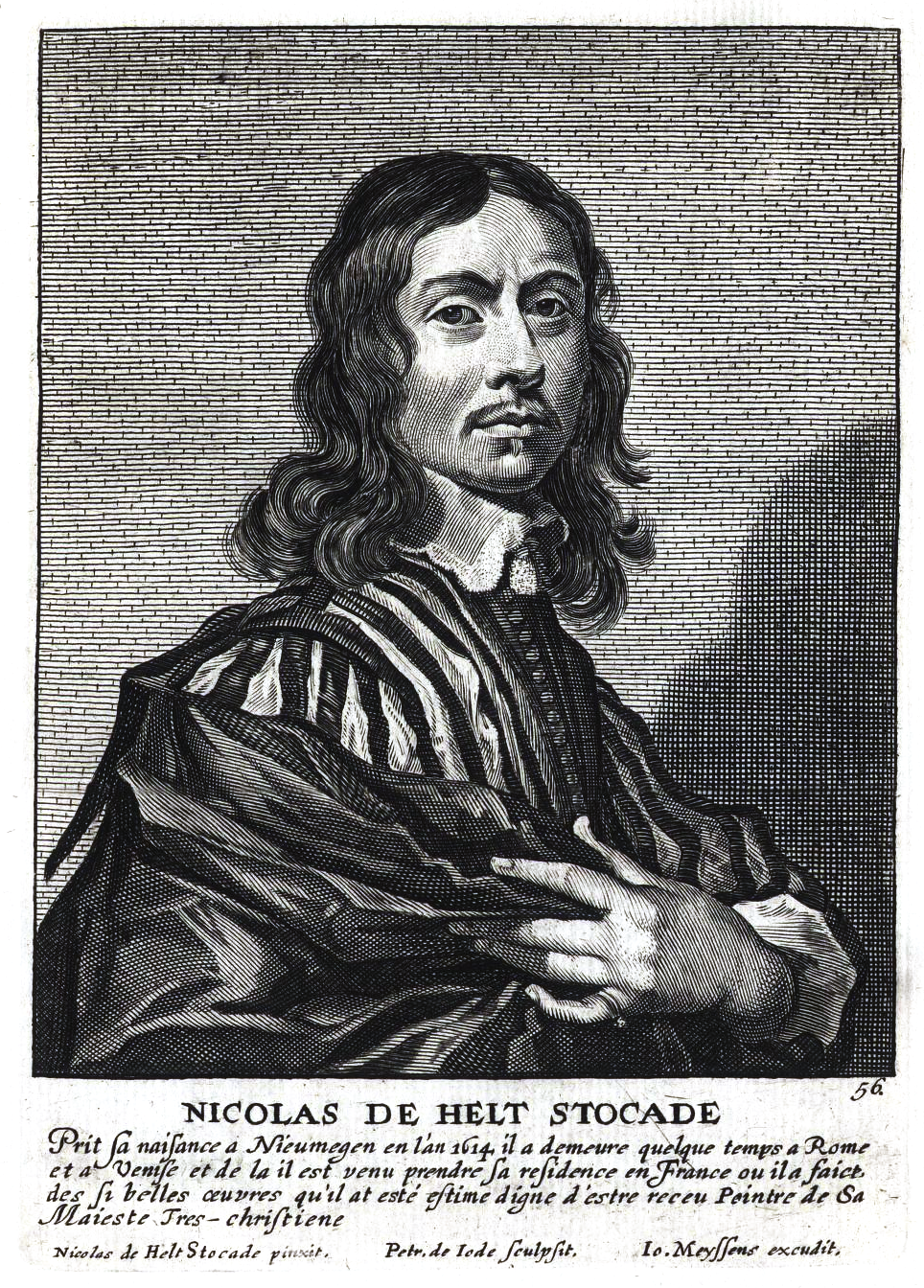
Nicolaes de Helt Stockade, pagina 313
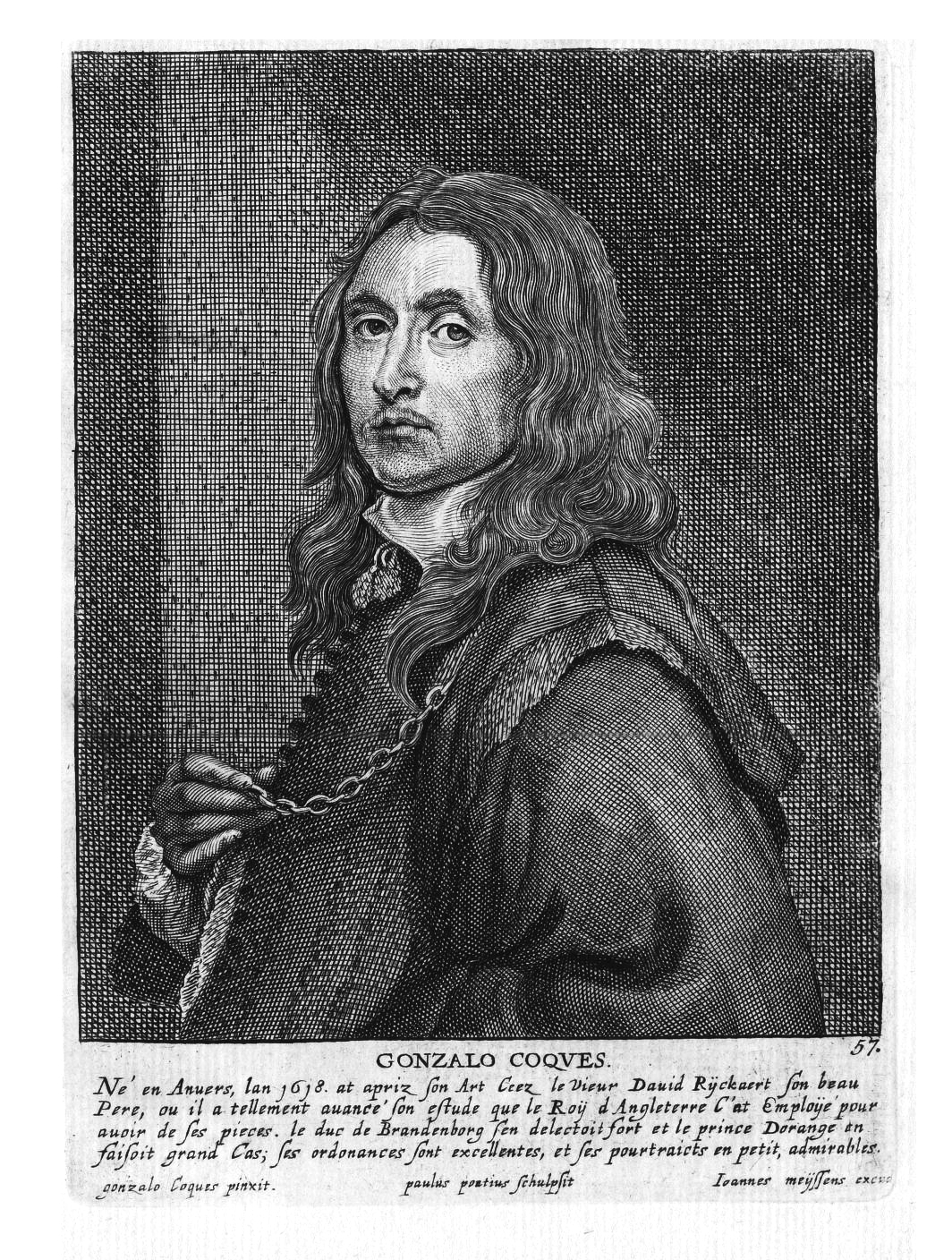
Gonzales Coques, pagina 317
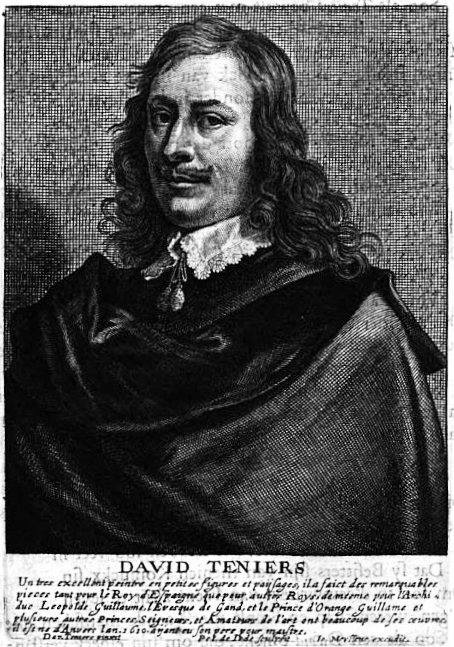
David Teniers il Giovane, pagina 335
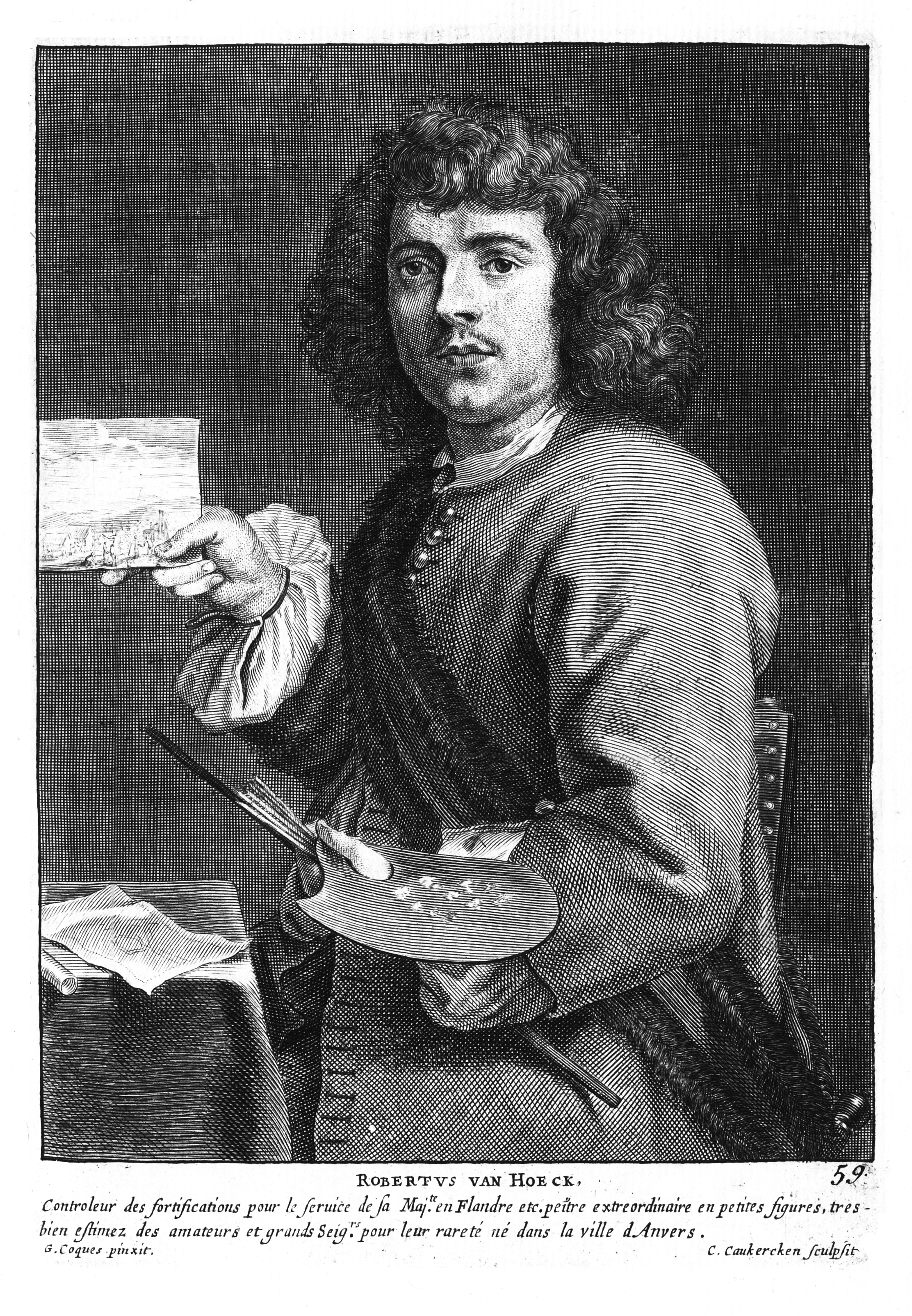
Robert van den Hoecke, pagina 341
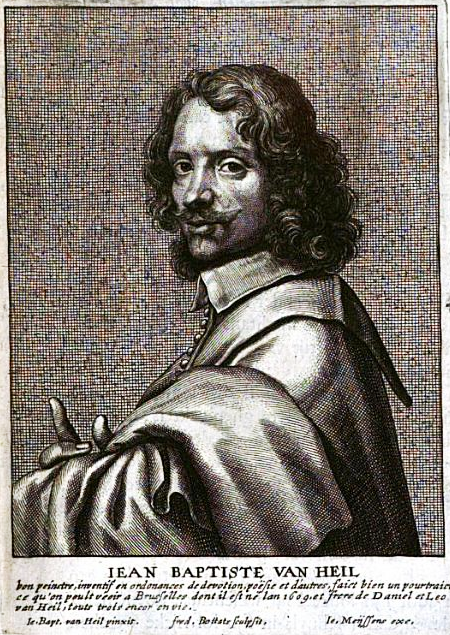
Jan Baptist van Heil, pagina 343
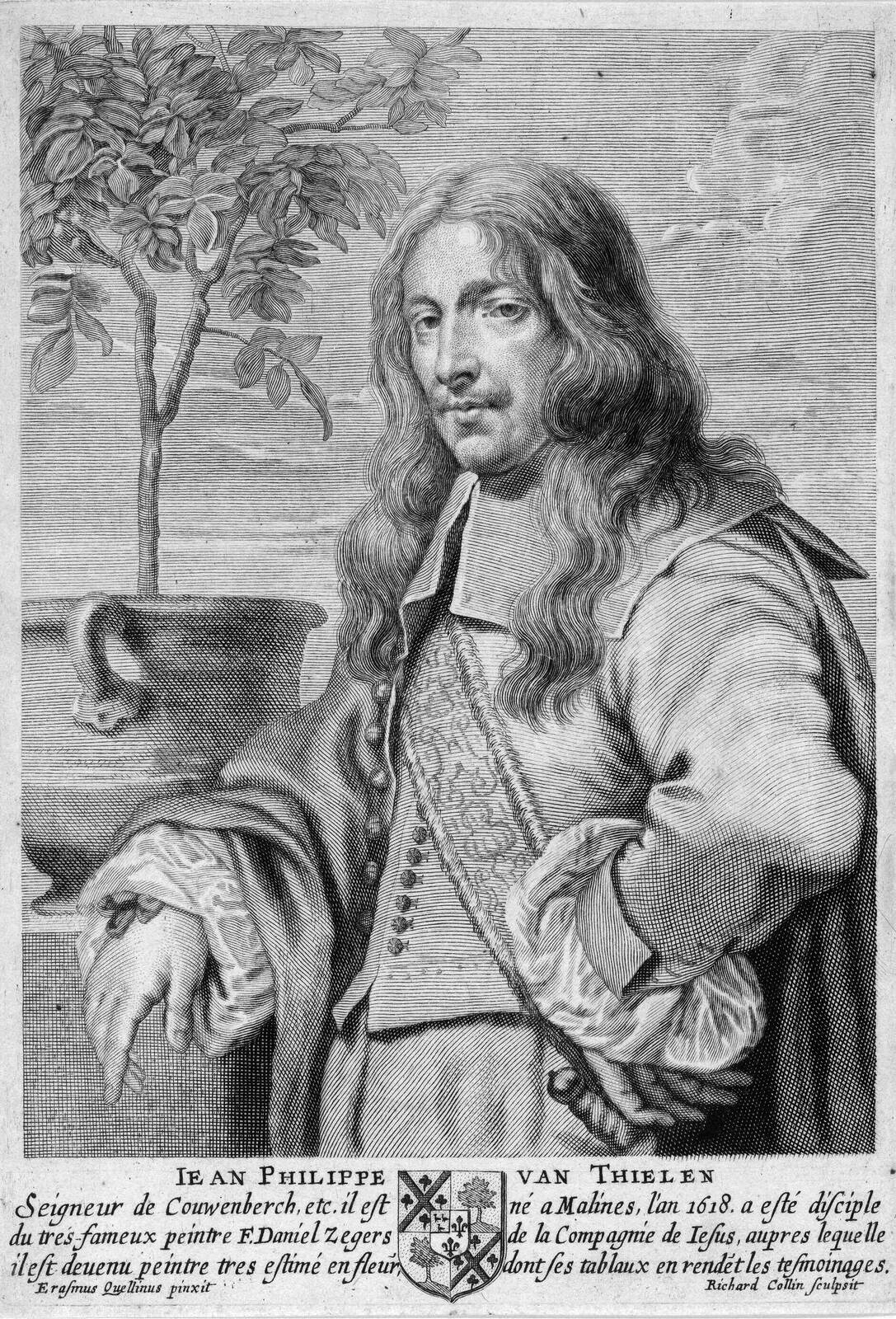
Jan Philips van Thielen, pagina 345
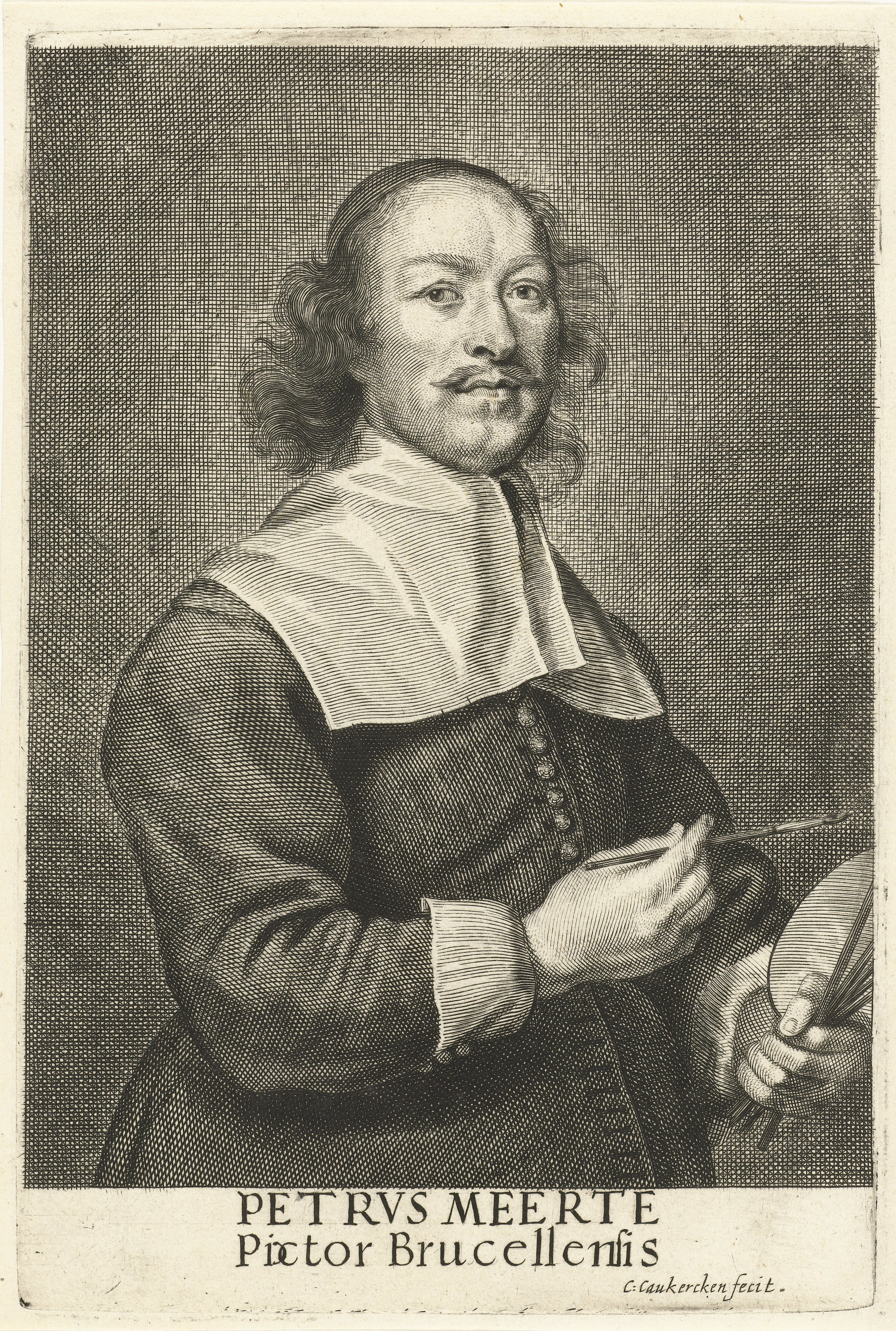
Pieter Meert, pagina 351
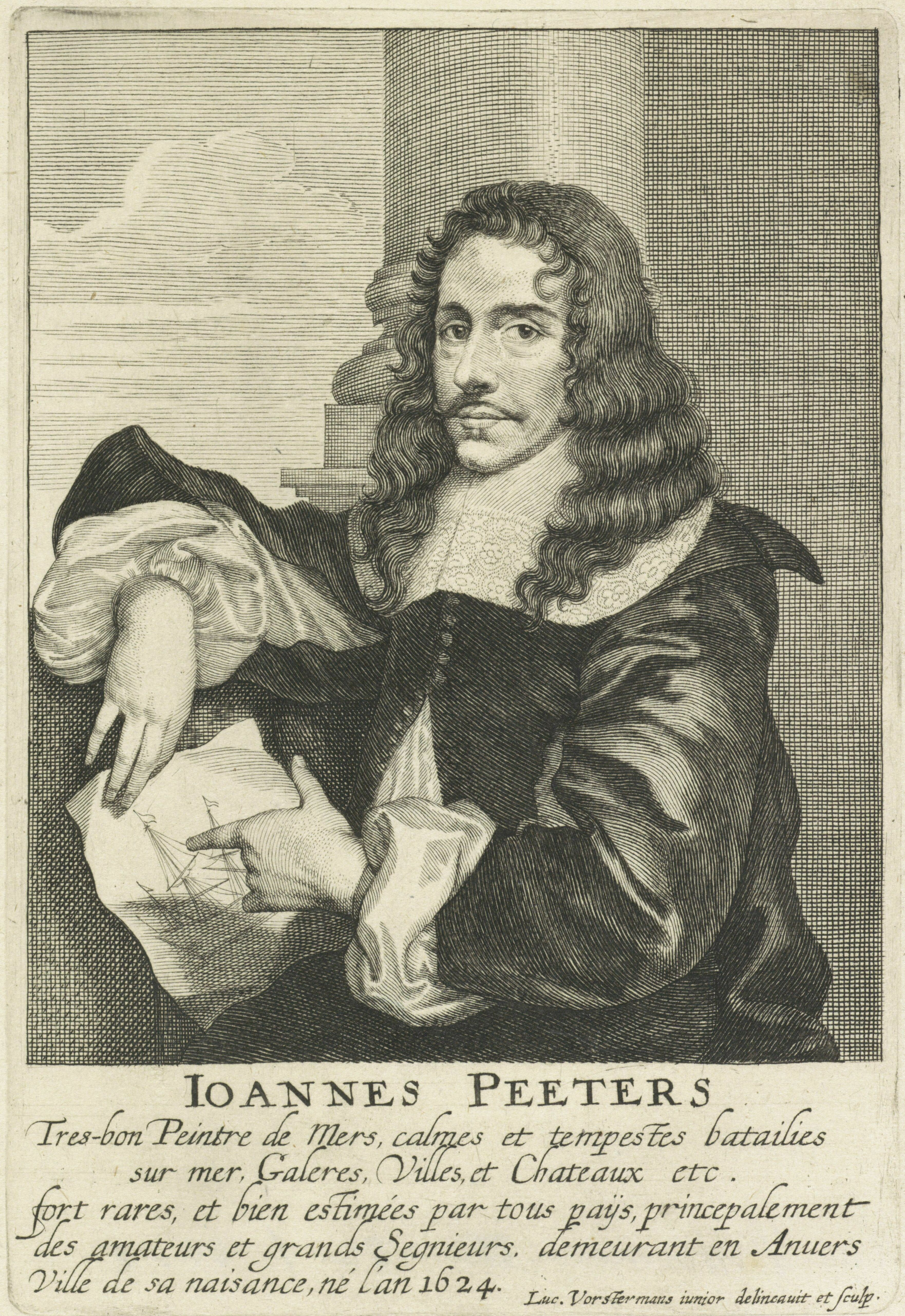
Jan Peeters il Vecchio, pagina 355
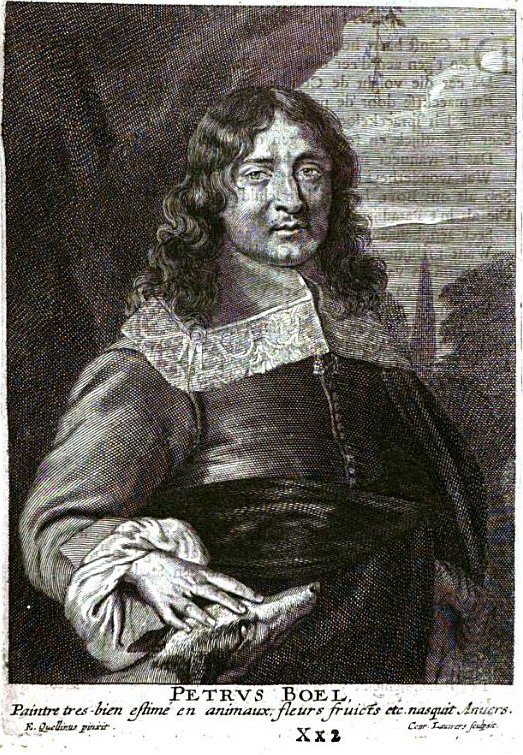
Pieter Boel, pagina 363
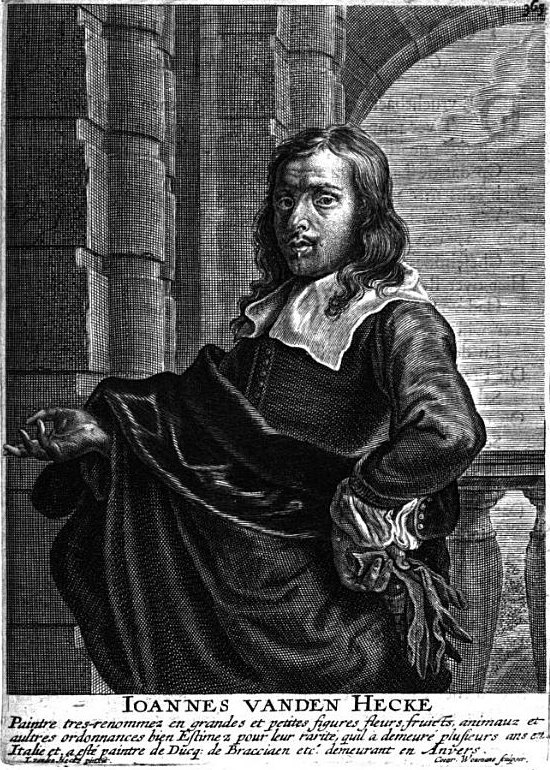
Jan van den Hecke, pagina 365
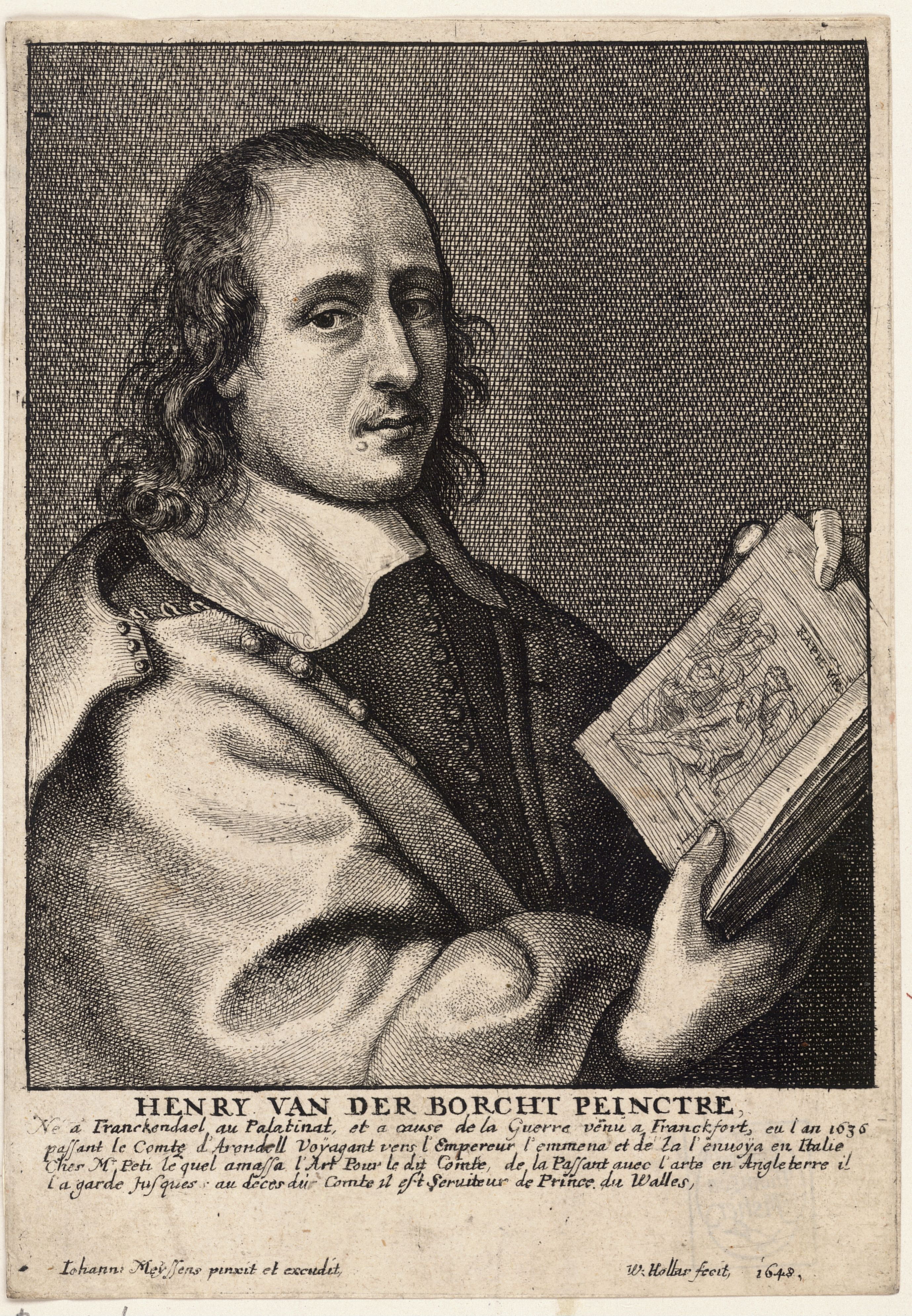
Hendrik van der Borcht il Giovane, pagina 383
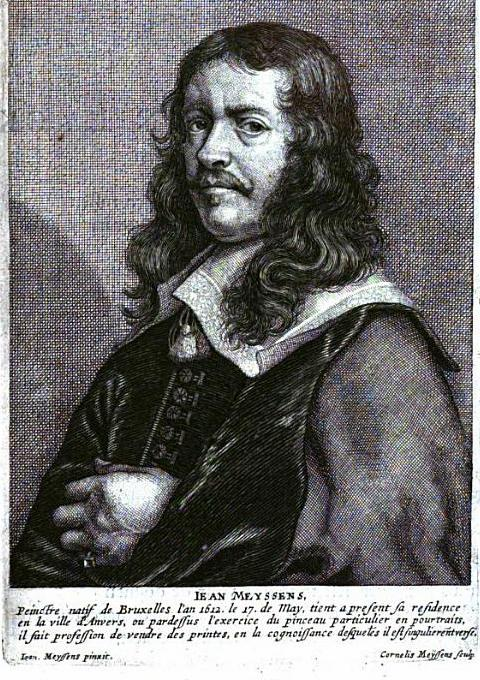
Jan Meyssens, pagina 387
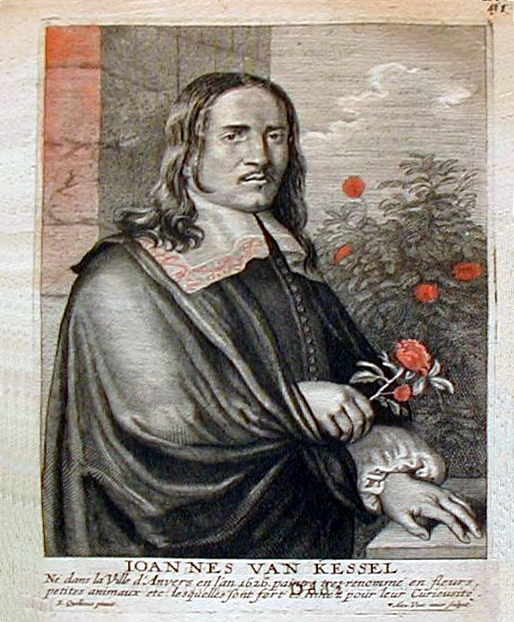
Jan van Kessel, pagina 411

- Daniel Seghers	pagina 213
- Jan Davidsz. de Heem	pagina 216
- Pieter Snayers	pagina 220
- Jacob van Es	pagina 227
- Adriaen van Stalbemt	pagina 228
- Lucas de Wael	pagina 229
- Cornelis de Wael	pagina 229
- Adriaen de Bie	pagina 231
- Adriaen van de Venne	pagina 235
- Paul de Vos	pagina 236
- Simon de Vos	pagina 237
- Jacob Jordaens	pagina 238
- Lucas van Uden	pagina 240
- Theodoor van Thulden	pagina 241
- Justus Sustermans	pagina 242
- Jan Lievens	pagina 243
- Simon Vouet	pagina 243
- Gaspar de Crayer	pagina 244
- Pieter Jansz Saenredam	pagina 246
- Abraham Willaerts	pagina 247
- Jan Thomas van Ieperen	pagina 247
- Balthasar Gerbier	pagina 248
- Salomon Koninck	pagina 250
- Justus van Egmont	pagina 251
- Karel Škréta	pagina 251
- Leonard Bramer	pagina 252
- Jan Boeckhorst	pagina 254
- Frans Ykens	pagina 255
- Johannes Ykens	pagina 255
- Pieter van der Borcht	pagina 255
- Cornelis van Poelenburch	pagina 257
- Adriaen van Ostade	pagina 258
- Herman van Swanevelt	pagina 259
- Hans Haringh	pagina 259
- Erasmus Quellinus il Giovane	pagina 260
- Claude Lorrain	pagina 265
- Jan Cossiers	pagina 266
- David Bailly	pagina 271
- Philippe de Champaigne	pagina 273
- Alexander Adriaenssen	pagina 273
- Herman Saftleven II	pagina 275
- Joachim von Sandrart	pagina 276
- Gerrit Dou	pagina 277
- Jan Weenix	pagina 277
- Jan Gerritsz van Bronckhorst	pagina 278
- Govert Flinck	pagina 280
- Pietro da Cortona	pagina 280
- Dirck van Delen	pagina 281
- Francesco Fieravino	pagina 282
- Bartholomeus van der Helst	pagina 283
- Guercino	pagina 283
- Abraham van Diepenbeeck	pagina 284
- Giovanni Francesco Romanelli	pagina 286
- Andrea Vaccaro	pagina 297
- Nicolas Poussin	pagina 297
- Pieter Danckerts de Rij	pagina 288
- Rembrandt	pagina 290
- Peeter van Aelst	pagina 291
- Francesco Albani	pagina 291
- Daniel van Heil	pagina 292
- Mattia Preti	pagina 294
- Mario de' Fiori	pagina 295
- Gaspard Dughet	pagina 295
- Andrea Sacchi	pagina 296
- Bibiano	pagina 296
- Michelangelo delle Battaglie	pagina 297
- Cornelis Janssens van Ceulen	pagina 298
- Jacques d'Arthois	pagina 300

- Salvator Rosa	pagina 303
- Angelo Michele Colonna	pagina 304
- Giovanni Benedetto Castiglione	pagina 305
- Hoscof	pagina 305
- Pieter van Lint	pagina 306
- David Ryckaert	pagina 308
- Monsieur Hans	pagina 311
- Bernar	pagina 311
- Pierre Patel	pagina 311
- Nicolaes de Helt Stockade	pagina 312
- Karel van Mander III	pagina 314
- Domenichino	pagina 315
- Gonzales Coques	pagina 316
- Massimo Stanzione	pagina 319
- Charles Le Brun	pagina 319
- Luigi Primo	pagina 320
- Laurent de La Hyre	pagina 327
- Pieter Thys	pagina 328
- Giovanni Lanfranco	pagina 330
- Sébastien Bourdon	pagina 333
- David Teniers	pagina 334
- Jan Fyt	pagina 339
- Robert van den Hoecke	pagina 340
- Jan Baptist van Heil	pagina 342
- Jan Philips van Thielen	pagina 344
- Maria Theresa van Thielen	pagina 347
- Anna Maria van Thielen	pagina 347
- Françoise Catharina van Thielen	pagina 347
- Johannes Coeper	pagina 348
- Franciscus de Neve I	pagina 349
- Pieter Meert	pagina 350
- Anthonius Rocka	pagina 353
- Jan Peeters il Vecchio	pagina 354
- Pieter Boel	pagina 362
- Jan van den Hecke	pagina 365
- Gaspar van Eyck	pagina 367
- Jan Miel	pagina 368
- Cornelis de Heem	pagina 369
- Johannes de Duyts	pagina 370
- Jan Siberechts	pagina 373
- Joris van Schooten	pagina 373
- Lucas Franchoijs il Vecchio	pagina 374
- Karel Dujardin	pagina 377
- Carel van Savoyen	pagina 378
- Pieter Van Bredael	pagina 380
- Hendrik van der Borcht il Giovane	pagina 383
- Peter Tentenier	pagina 384
- Gijsbert d'Hondecoeter	pagina 384
- Peter Lely	pagina 385
- Nicolaes Berchem	pagina 385
- Jan Meyssens	pagina 386
- Nicolaas van Eyck	pagina 388
- Philip Fruytiers	pagina 389
- Antonius Goebouw	pagina 390
- Peter de Witte	pagina 393
- Gaspar de Witte	pagina 394
- Joris van Son	pagina 402
- Frans van Mieris il Vecchio	pagina 404
- François Verwilt	pagina 405
- Jan Baptist van Deynum	pagina 406
- Jan van Kessel il Vecchio	pagina 409
- Gysbrecht Thys	pagina 412
- Martin Ryckaert pagina 413
- Artus Wolffort pagina 413
- Geeraert van Hoochstadt pagina 413
- Willem de Vos pagina 413
- Maarten Pepyn pagina 413
- Hendrick Berckman	pagina 414

## Artisti presenti inHet Gulden Cabinet, Parte III
Di seguito sono riportate le incisioni dei ritratti inclusi come illustrazioni nel libro III, seguite dagli artisti elencati in ordine di apparizione nel testo. Il Libro III inizia a pagina 419.

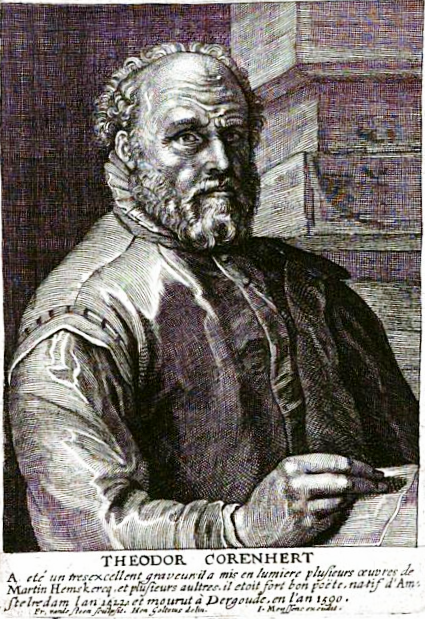
Dirck Volckertszoon Coornhert, pagina 455
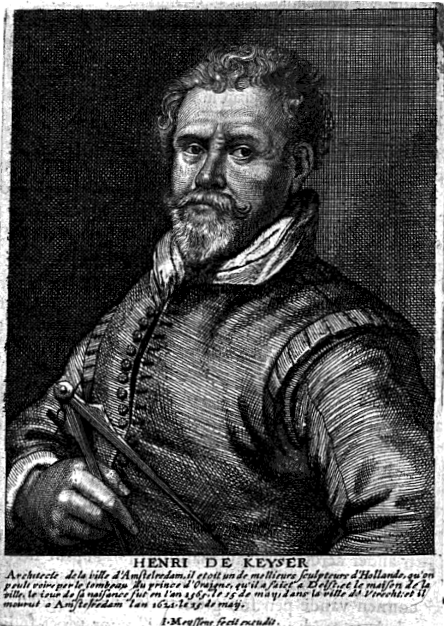
Hendrick de Keyser il Vecchio, pagina 459
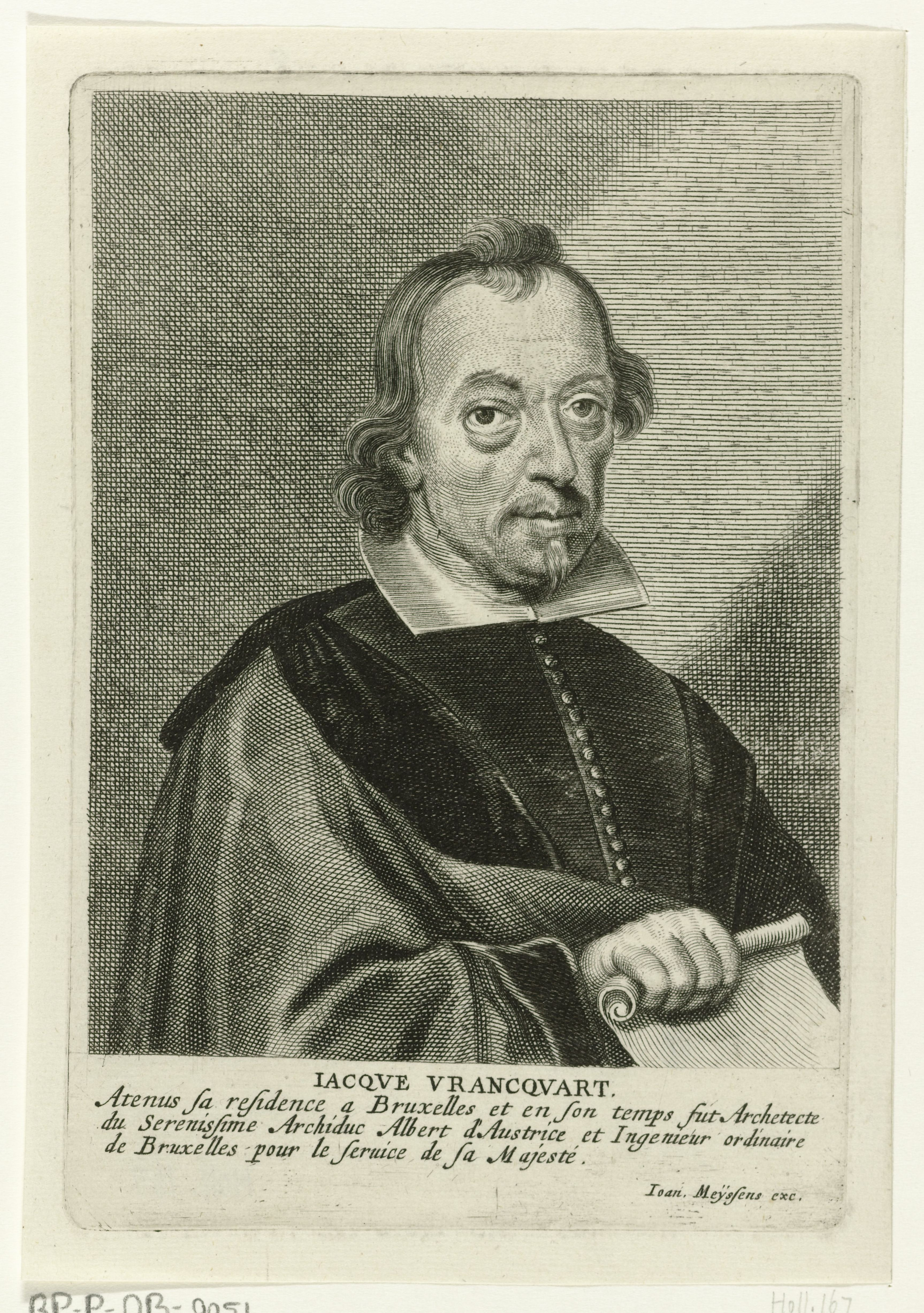
Jacob Franquart, pagina 479
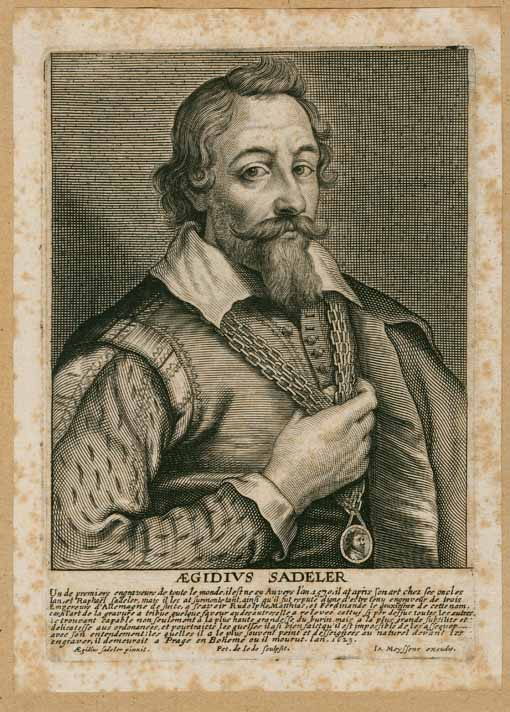
Egidius Sadeler, pagina 483
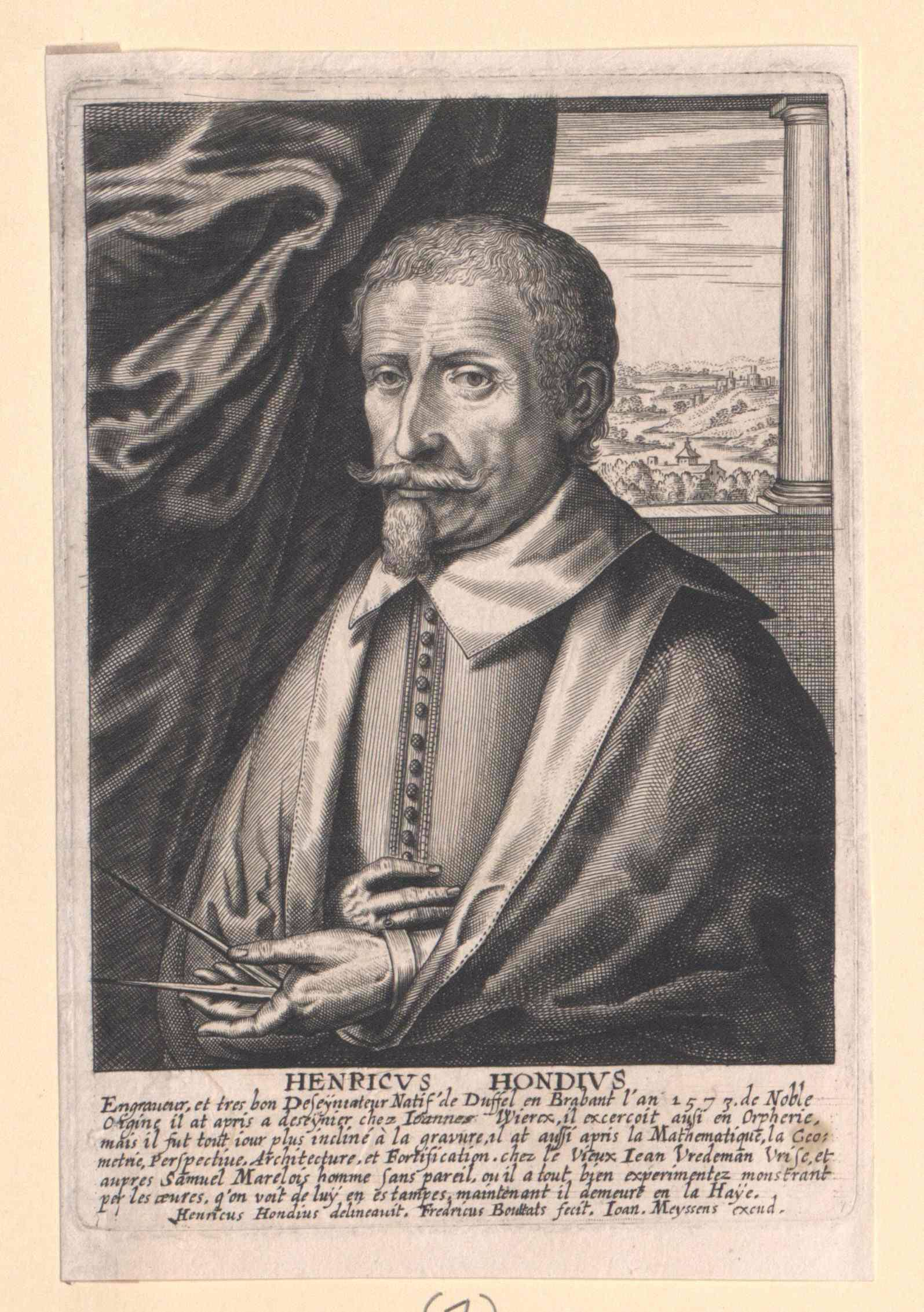
Hendrik Hondius, pagina 487
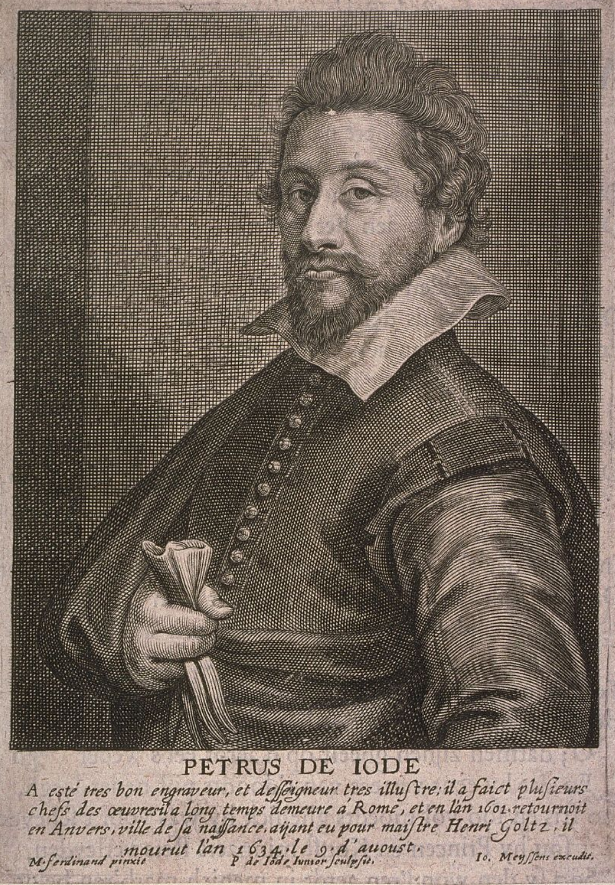
Pieter de Jode il Vecchio, pagina 493
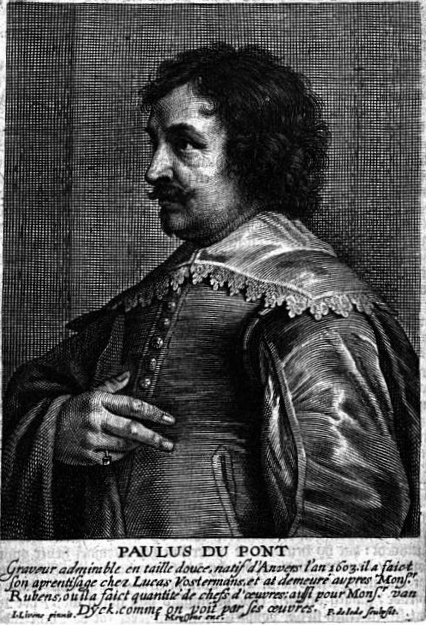
Paulus Pontius, pagina 497
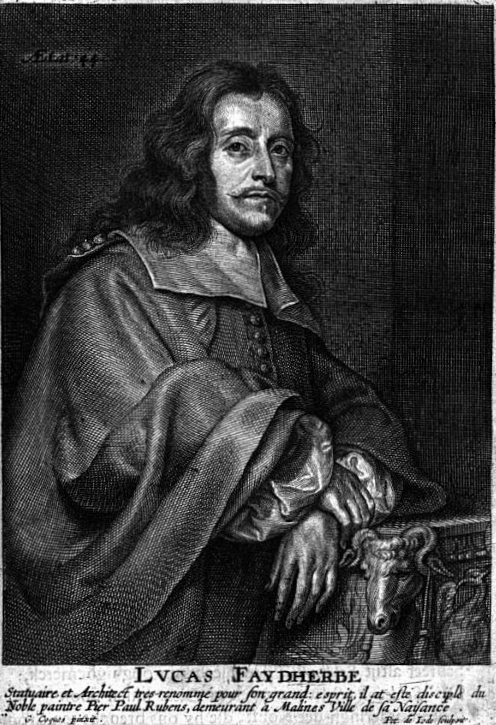
Lucas Faydherbe, pagina 499
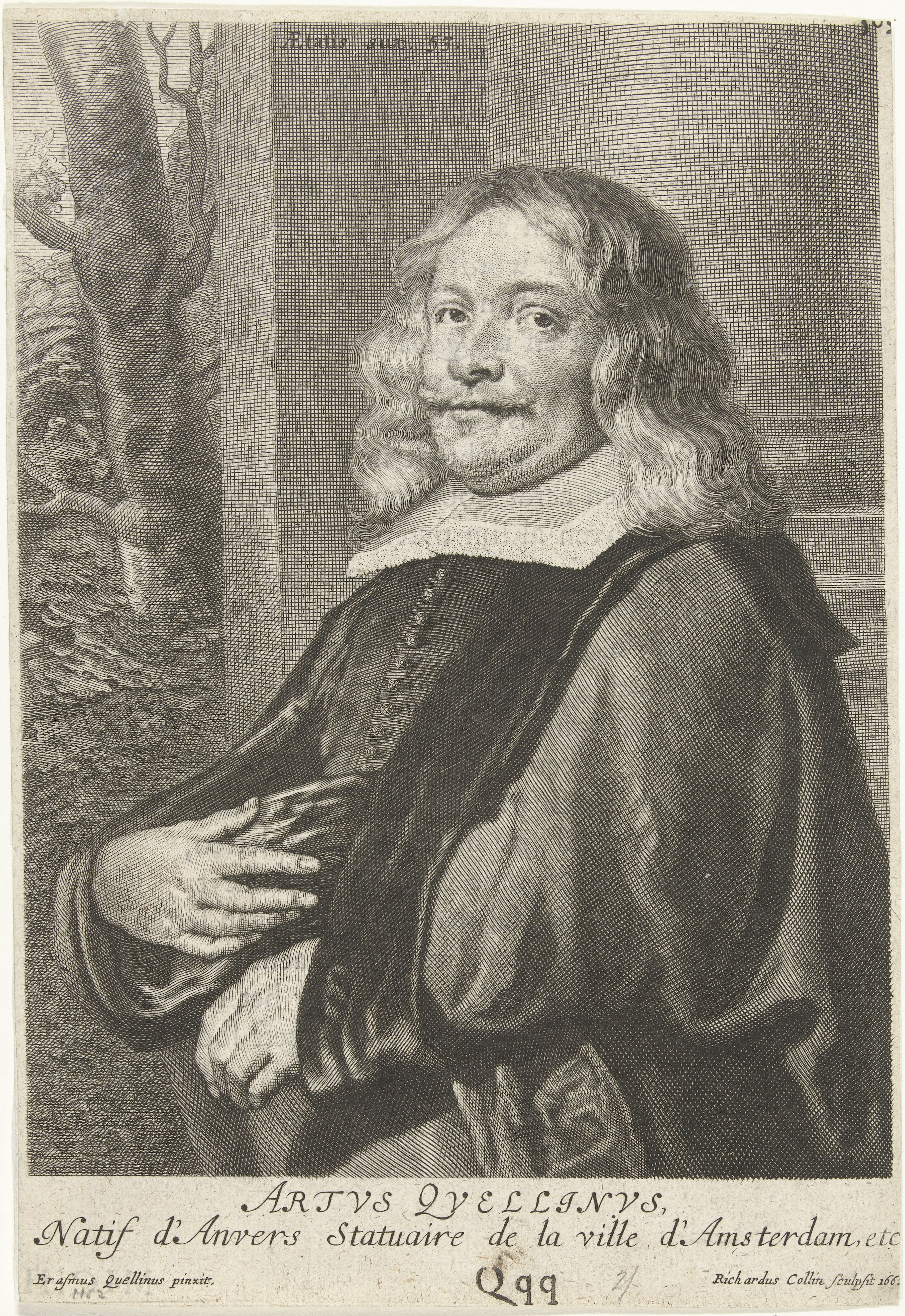
Artus Quellinus il Vecchio, pagina 505
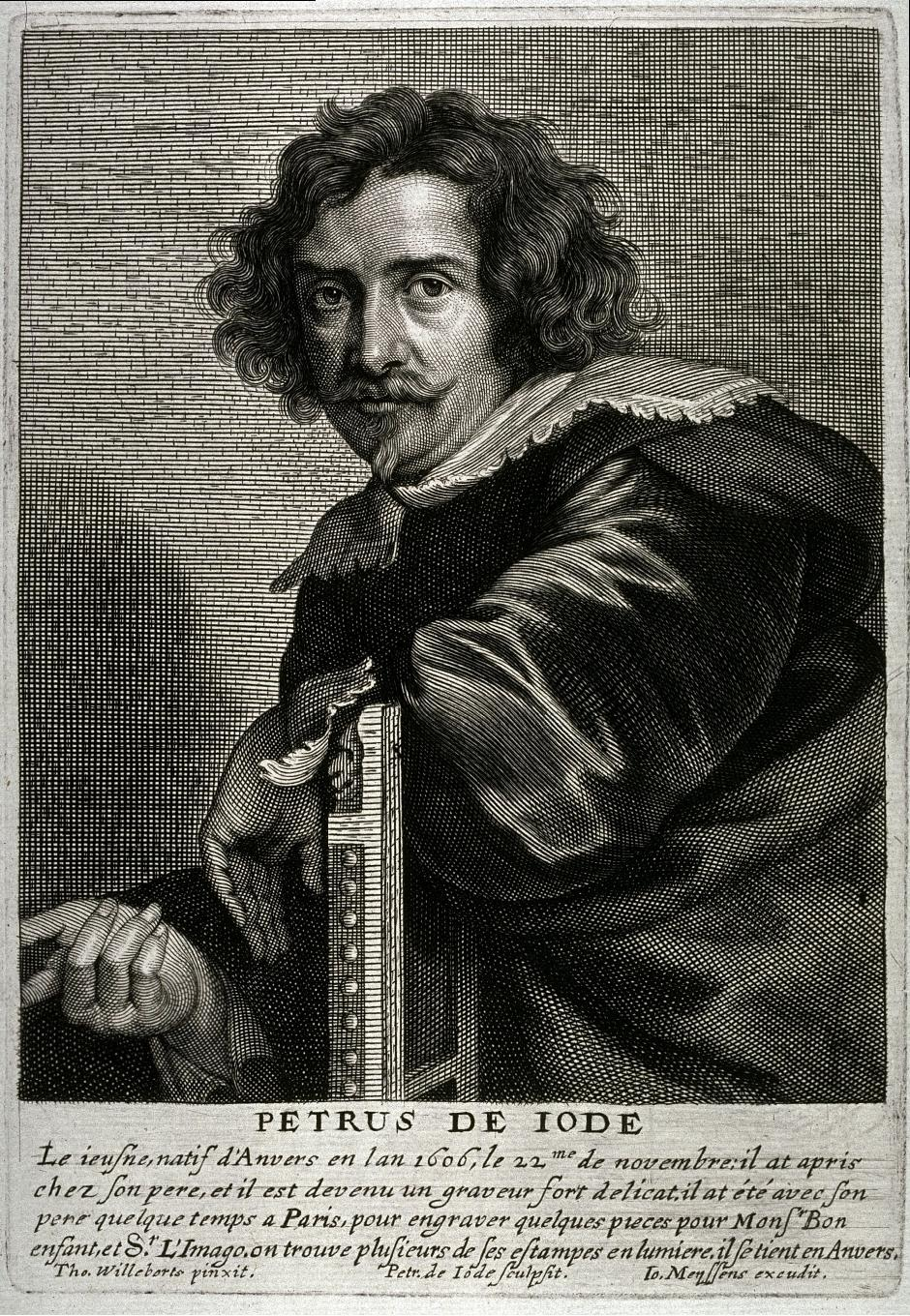
Pieter de Jode il Giovane, pagina 511
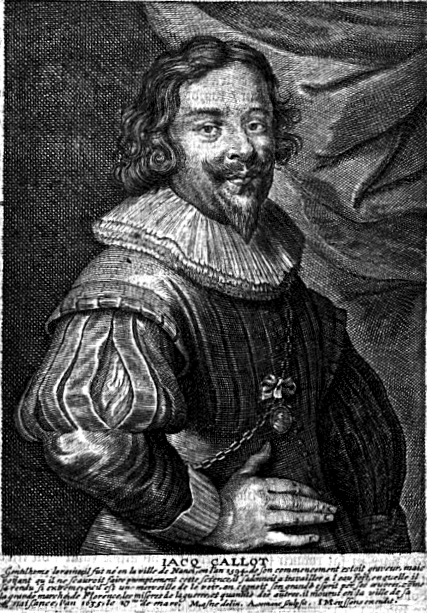
Jacques Callot, pagina 523
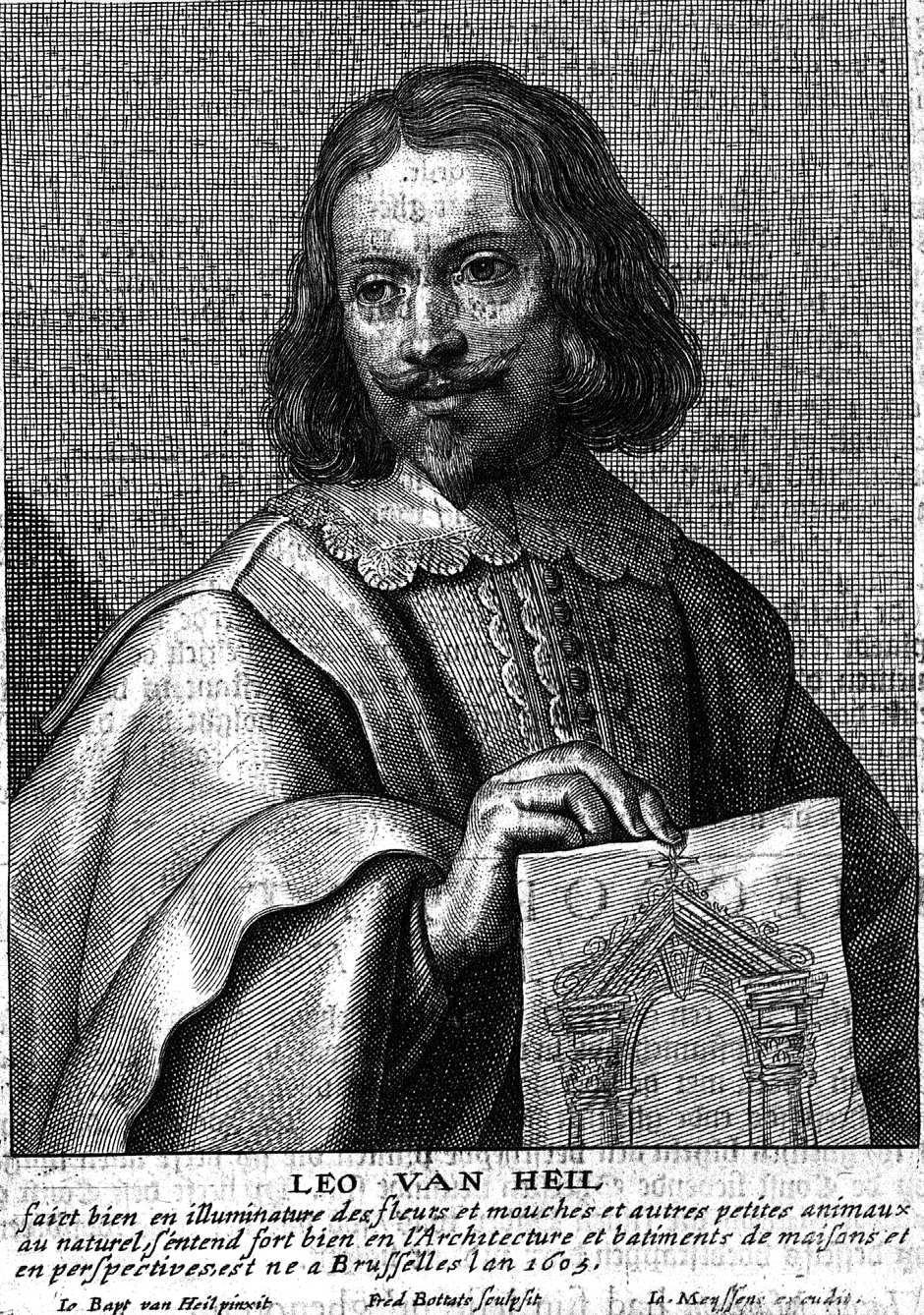
Leo van Heil, pagina 527
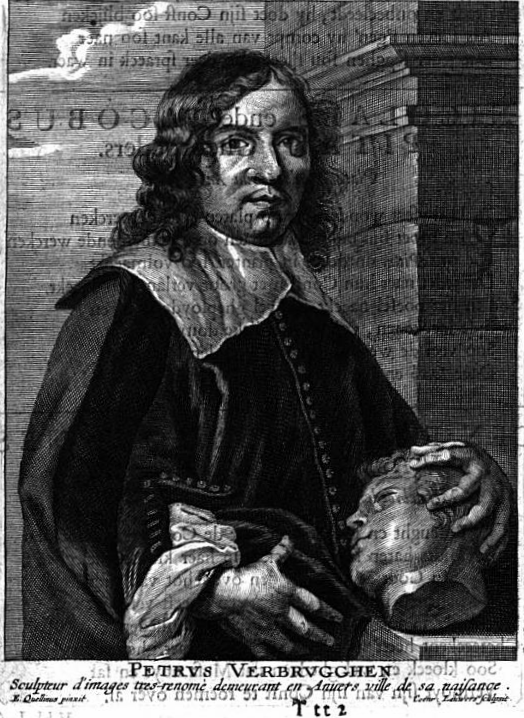
Pieter Verbruggen il Vecchio, pagina 531
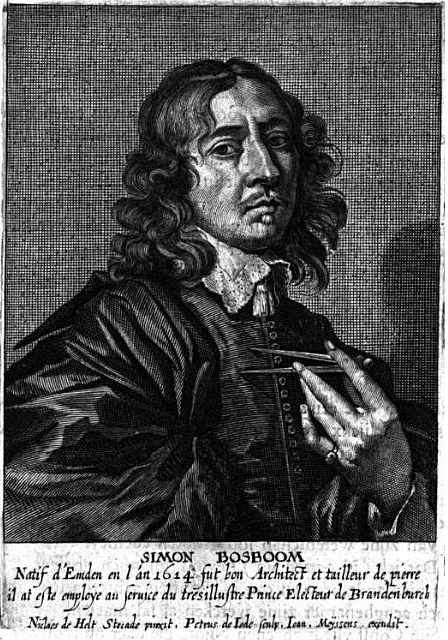
Simon Bosboom, pagina 547
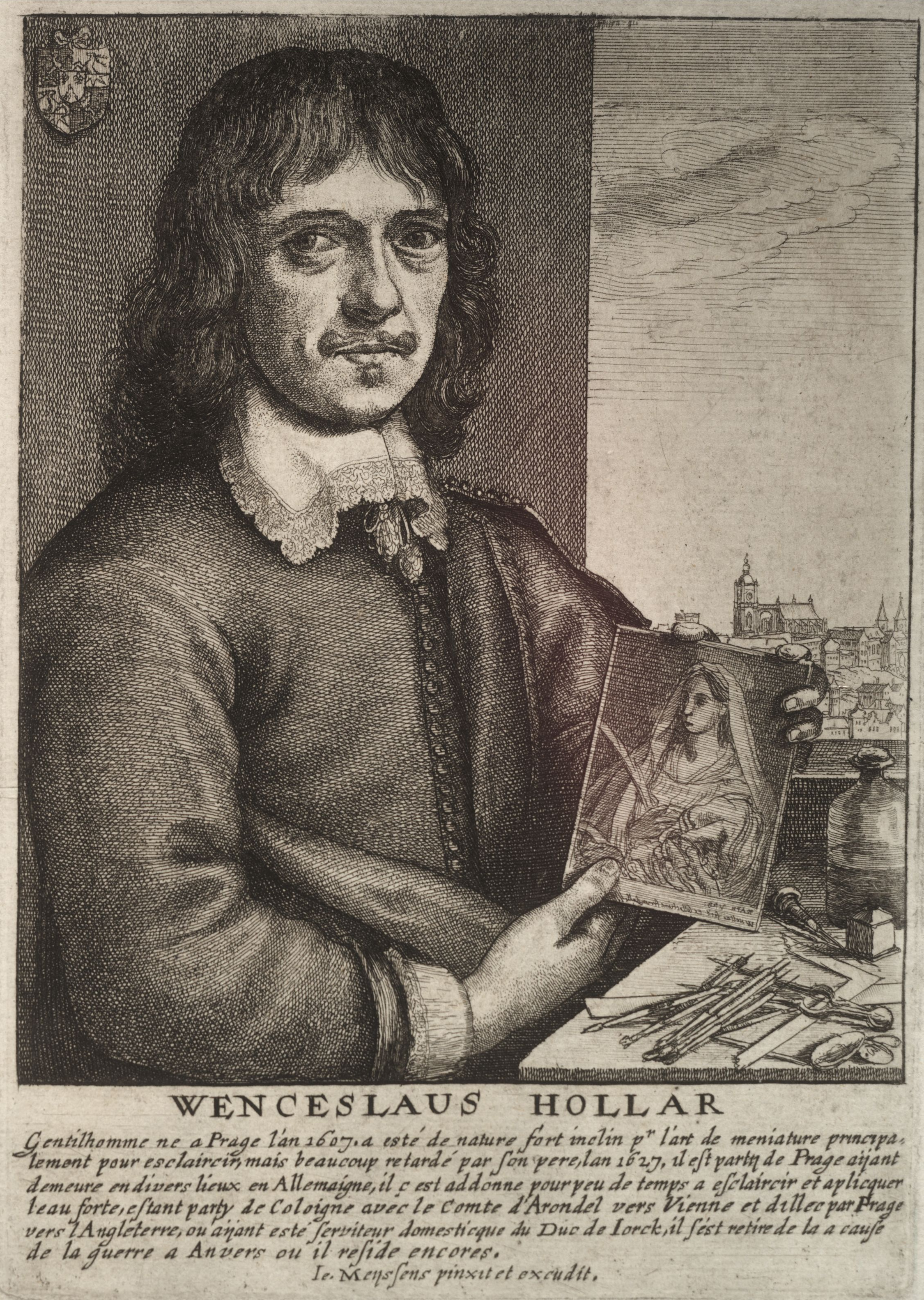
Wenceslaus Hollar, pagina 551
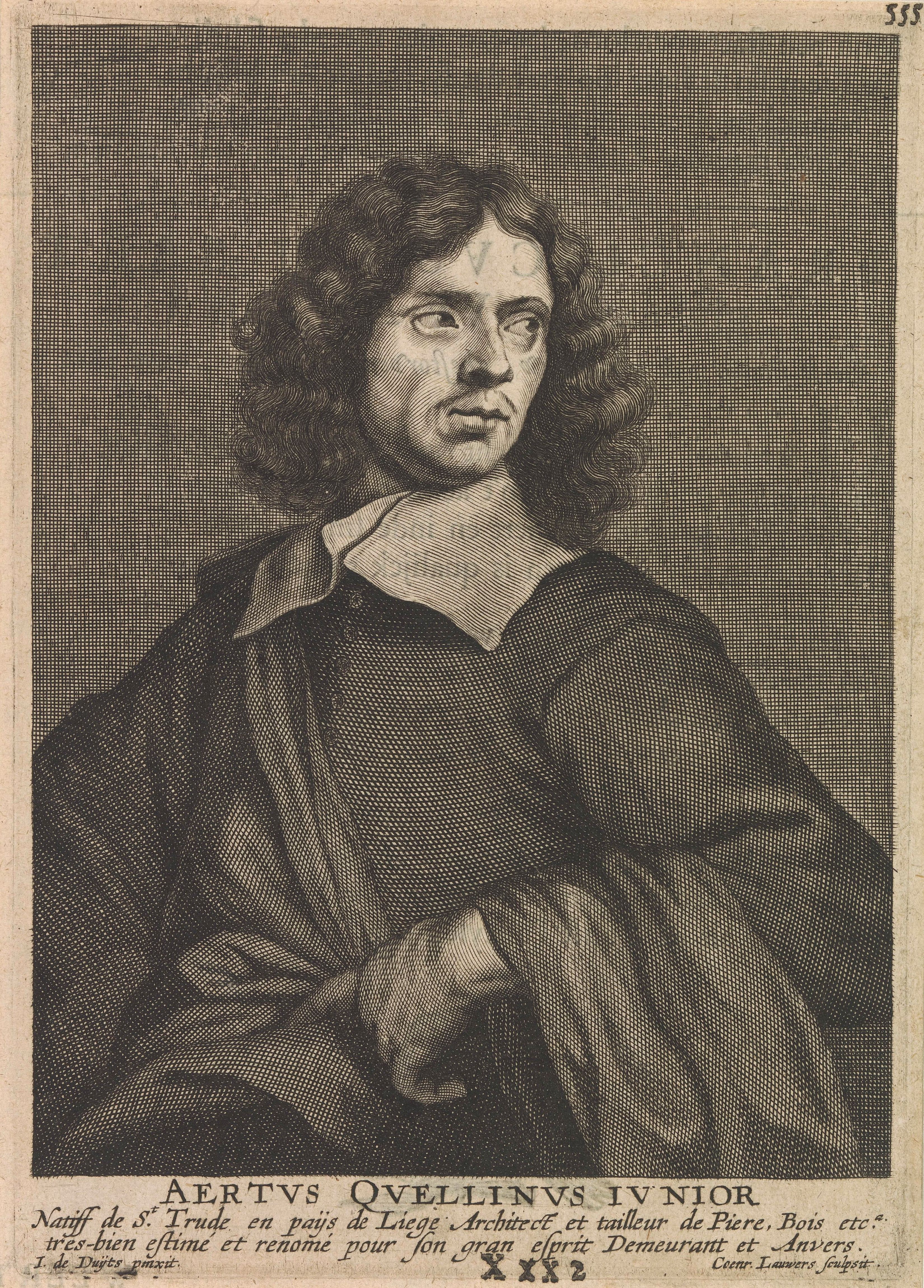
Artus Quellinus il Giovane, pagina 555
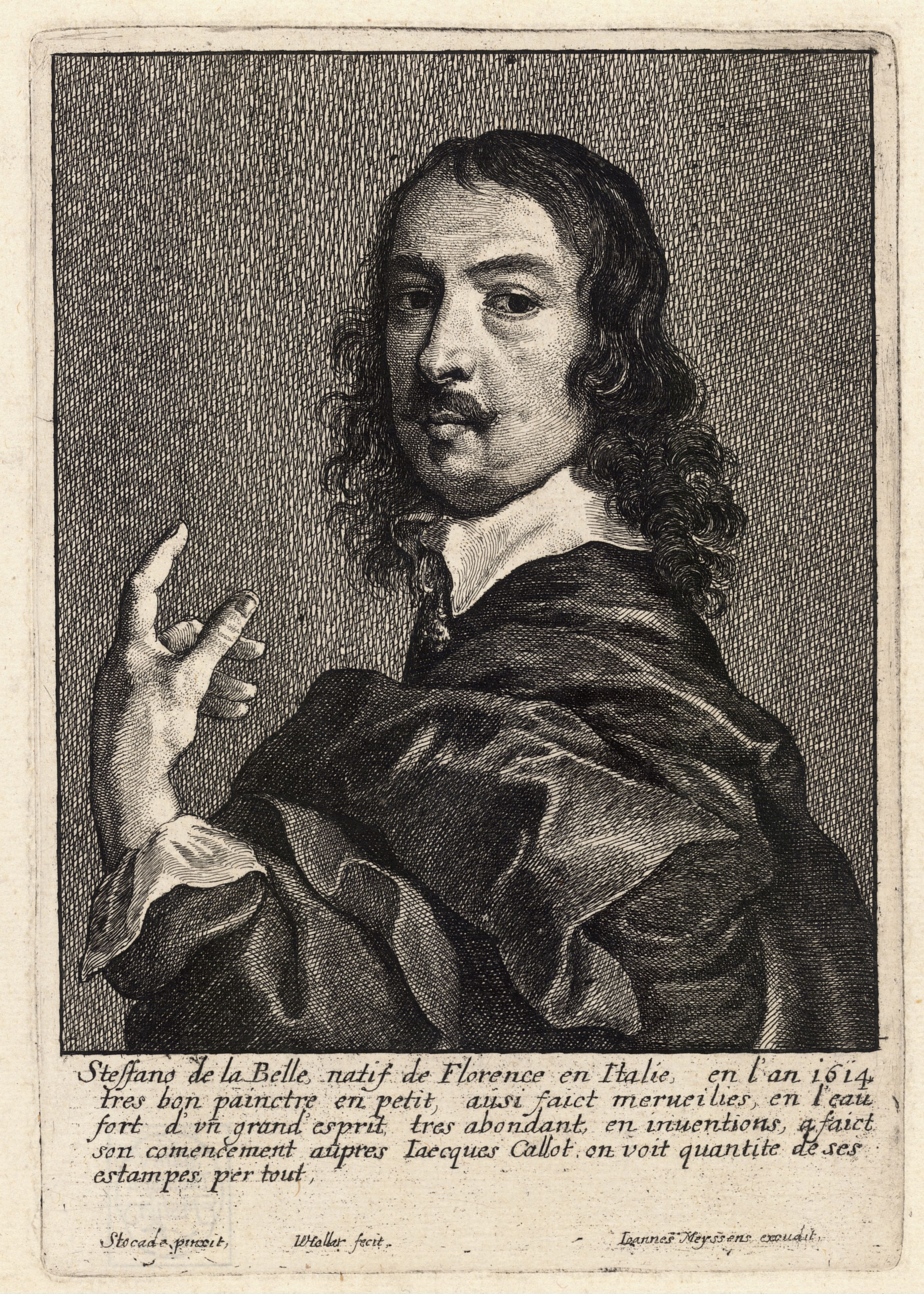
Stefano della Bella, pagina 561

- François Duquesnoy	pagina 442
- Gian Lorenzo Bernini	pagina 445
- Cornelis Danckerts de Ry	pagina 446
- Johannes van Milder	pagina 448
- Huybrecht vanden Eynden	pagina 449
- Cornelis Cort	pagina 450
- Theodoor Galle	pagina 452
- Lucas Vorsterman	pagina 453
- Dirck Volckertszoon Coornhert	pagina 454
- Andreas Colyns de Nole	pagina 456
- Carolus de Malleri	pagina 456
- Robertus van Voors	pagina 457
- Hendrick de Keyser il Vecchio	pagina 458
- Claes Jansz Visscher	pagina 461 (vedi nota pagina 524)
- Jan Sadeler	pagina 462
- Raphael Sadeler	pagina 464
- Jacobus de Breuck	pagina 472
- Jan Witdoeck	pagina 473
- Nicolaes Lauwers	pagina 473
- Jacobus Matham	pagina 474
- Boetius Adams Bolswert	pagina 476
- Schelte Adams Bolswert	pagina 476
- Johannes Baptista Barbe	pagina 477
- Jacob Franquart	pagina 478
- Cornelis Galle il Vecchio	        pagina 480
- Cornelis Galle il Giovane	pagina 480
- Jeremias Valck	pagina 481
- Claude Mellan	pagina 481
- Egidius Sadeler	pagina 482
- Cornelis Bloemaert	pagina 485
- Mattheus Mereaen	pagina 485
- Hendricus Hondius	pagina 486
- Egidius Rousselet	pagina 490
- Robert Nantuel	pagina 491
- Nicolaes Loyer	pagina 491
- Pieter de Jode I	pagina 492
- Jan Cardon	pagina 494
- Jean Le Potre	pagina 495
- Paulus Pontius	pagina 496
- Johannes Saenredam	pagina 498
- Lanfan	pagina 499
- Lucas Faydherbe	pagina 500

- Michiel Lane	pagina 502
- Alexander del Garde	pagina 503
- Artus Quellinus	pagina 504
- Michiel Natalis	pagina 507
- Bertholet Flemael	pagina 507
- Abraham Bosse	pagina 508
- Perelle	pagina 509
- Gerard van Opstal	pagina 509
- Pieter de Jode II	pagina 510
- Sebastiaen de Neve	pagina 512
- M Koesel	pagina 512
- Guiliam Gabron	pagina 517
- Charles Emmanuel Biset	pagina 518
- Johannes Wierix	pagina 520
- Jeronimus Wierix	pagina 520
- Anthonius Wierix	pagina 520
- Charles Erpard	pagina 520
- François Polly	pagina 521
- Nicolaes Polly	pagina 521
- Jacques Callot	pagina 522
- Leo van Heil	pagina 526
- Lenaert van Orley	pagina 528
- Theodor Matham	pagina 528
- Peter van der Willighe	pagina 529
- Peeter Verbruggen	pagina 530
- Nicolas Pitau	pagina 532
- Jacobus Pitau	pagina 532
- Johannes van der Borght	pagina 532
- Villamena	pagina 533
- Simon Bosboom	pagina 546
- Peeter van Schuppen	pagina 548
- Francesco Fanelli	pagina 549
- Wenceslaus Hollar	pagina 550
- Franciscus vander Steen	pagina 552
- Lucas Vorsterman il Giovane	pagina 553
- Jacobus Neefs	pagina 553
- Artus Quellinus II	pagina 554
- Franciscus Du Sart	pagina 556
- Anna Schuermans	pagina 557
- Catharina Peeters	pagina 558
- Johanna Vergouwen pagina 558
- Stephanus de la Belle	pagina 560
- Coenrard Lauwers	pagina 562